# Сталинская архитектура

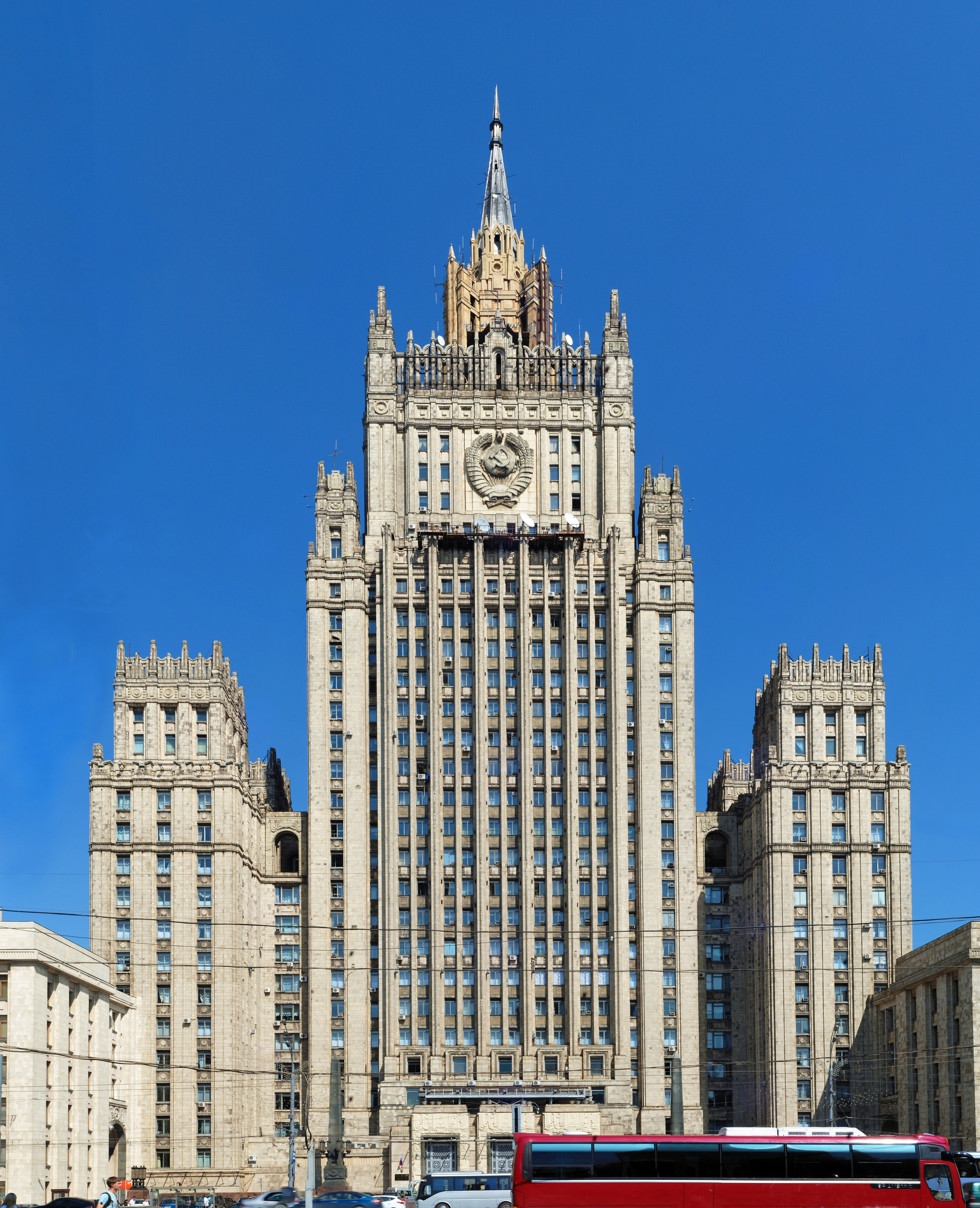
Москва, Министерство иностранных дел, арх. Владимир Гельфрейх

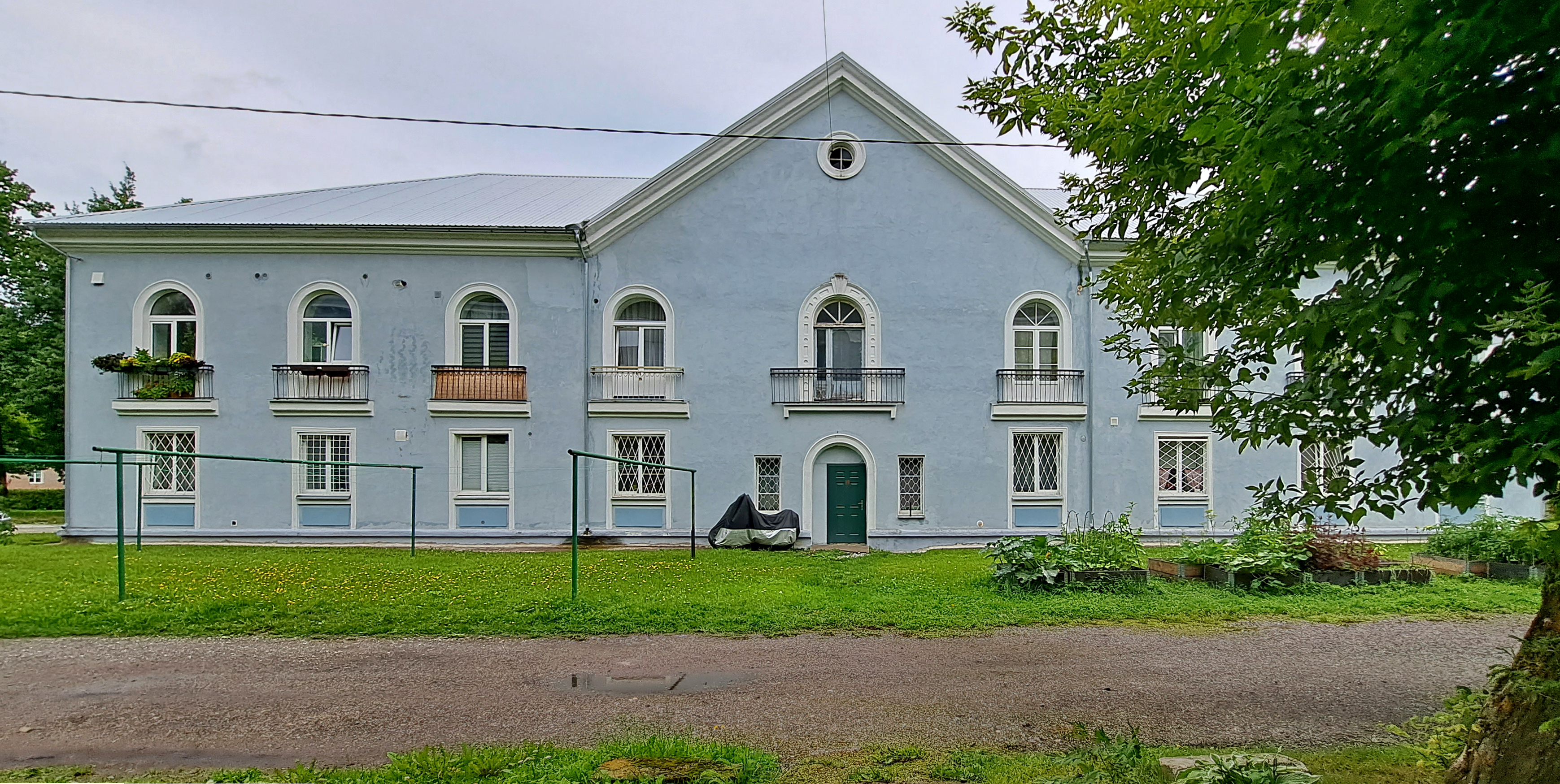
Типовая малоэтажная «сталинка» в Таллине (1950)

Ста́линская архитекту́ра — обобщающий термин для советской архитектуры эпохи правления И. В. Сталина в СССР.
Историк архитектуры Дмитрий Хмельницкий выделял в истории советской архитектуры три независимых периода: 1918—1932 годы — эпоха авангарда; 1932—1954 годы — эпоха сталинского неоклассицизма; с 1955 года — период модернизма в советском варианте. Организационный период перехода к новому архитектурному стилю в СССР пришёлся на 1931—1933 годы, когда в условиях реконструкции Москвы был фактически запрещён авангард и провозглашён лозунг «освоения классического наследия», сформулированный в тексте резолюции по конкурсу на проект Дворца Советов. С 1933 года по всей территории СССР стали возникать гибридные здания — начатые в авангардом ключе, но во время строительства или после него декорированные в неоклассику. Историк архитектуры Селим Хан-Магомедов первым обозначил раннесталинскую архитектуру 1932—1936 годов термином постконструктивизм. В данный период возникло большое количество разнообразных по стилистике построек, балансировавших между авангардом и неоклассикой. Одновременно уже с 1933 года стали появляться проекты полностью соответствовавшие зрелому сталинскому стилю — работы Алексея Щусева, Каро Алабяна, Аркадия Мордвинова и их последователей. Ранний период сталинской архитектуры отличался полистилизмом, выразившимся в обращении к традициям Возрождения, классицизма, русского неоклассицизма, палладианства.
Пришедшая на смену архитектуре авангарда в период правления И. В. Сталина, архитектурная политика 1930—1950-х годов способствовала становлению государственного монументального стиля триумф, во многих чертах близкого к ампиру, неоклассике и ар-деко. После окончания Второй мировой войны сталинская архитектура, достигшая своей зрелости и широко распространившаяся по городам СССР, проникла в страны Восточной Европы, Китай, КНДР. Нередко сталинскую архитектуру, с её монументализмом, идеологичностью, культом героического прошлого, рассматривают в контексте тоталитарной архитектуры XX века и усматривают в ней типологически сходные черты с современной ей итальянской и немецкой архитектурой. Впрочем, в сталинской архитектуре обнаруживаются сходства и с неоклассическими направлениями первой половины XX века, например, застройкой США и североевропейским неоклассицизмом. Дмитрий Хмельницкий отмечает, что тоталитаризм архитектуры данного периода заключался не в стилистике неоклассицизма, использовавшейся и ранее, а в лишении архитекторов права на индивидуализм в работе. Партийные функционеры отвергали авангард и другие современные течения, таким образом единственными вариантами оказывались эклектика и историзм.
Отношение к сталинской архитектуре неоднозначно. Её рассматривают и как одно из воплощений «вечной классики» и как регрессивное и неестественное для развития архитектуры явление, связанное с обслуживанием государственной идеологии сталинизма. В начале XXI века наблюдается интерес к сталинской архитектуре, проявляющийся в её научном изучении, а также попытках её упрощенного копирования («новые сталинки»), реставрации и реконструкции зданий с различной степенью достоверности первоначального облика, желании имитировать стиль данной эпохи в новом строительстве.

## Терминология

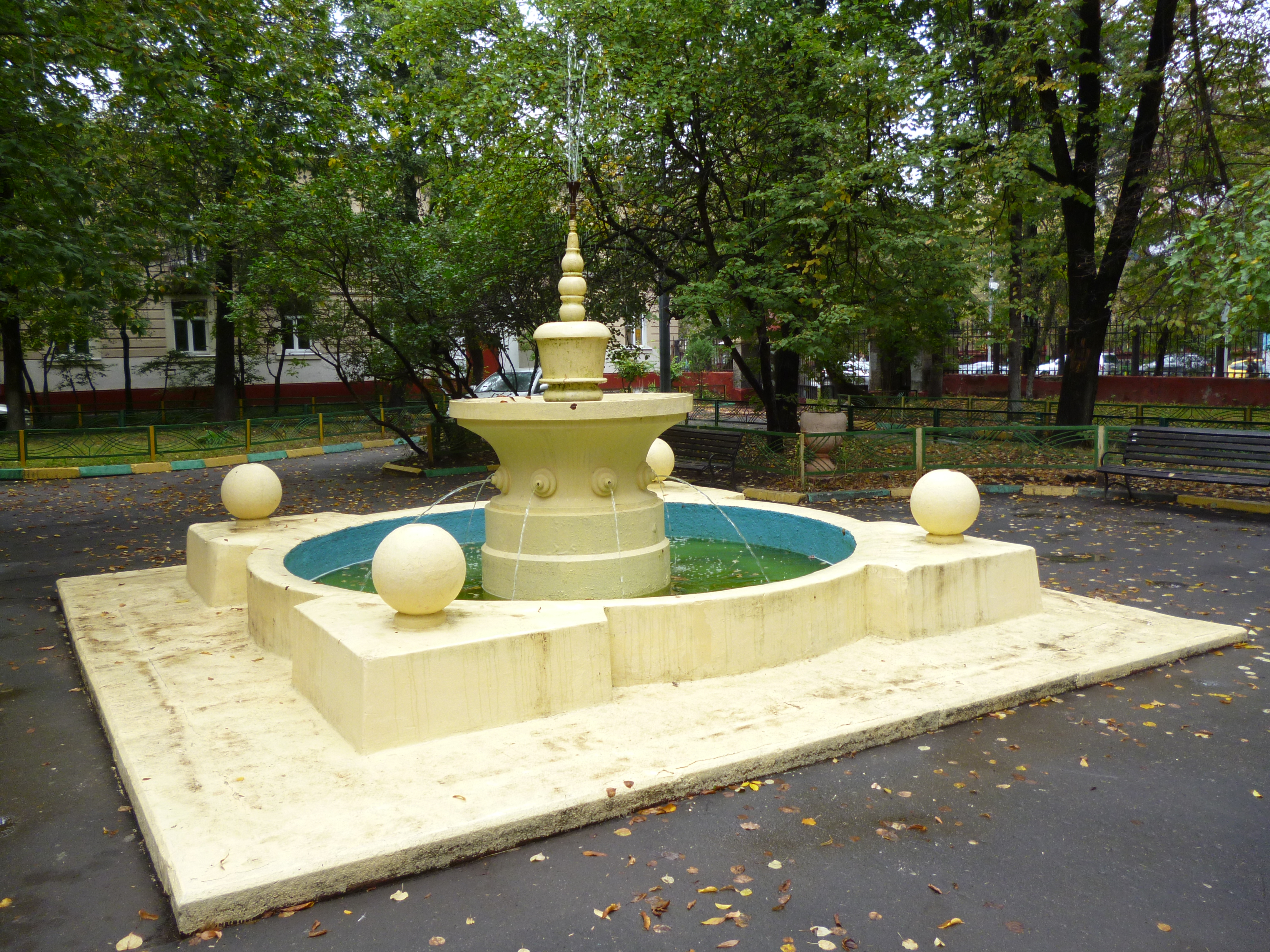
Небольшой фонтан. Типичный образец оформления жилых дворов

В историографии нет устоявшегося терминологического определения советской архитектуры 1930—1950-х годов. Историки архитектуры, искусствоведы и другие исследователи предлагают разные подходы к данному вопросу, в зависимости от методологии исследований, изучаемой сферы и эмоциально-субъективного восприятия. Природа и функционирование сталинской архитектуры являются предметом острых историографических споров в профессиональной литературе.
Традиционным стало определять советскую архитектуру данного времени через термины «классика» и «неоклассицизм», поскольку для классицизма и всех периодов неоклассицизма являлось характерным создание образа сильной власти. Распространёнными терминами в специальной литературе являются «советский неоклассицизм» и «советская неоклассика». Иногда один и тот же автор, в рамках разных подходов, может применять различные дефиниции. Например, историк и теоретик архитектуры Андрей Иконников на основе анализа формы и содержания сталинской архитектуры употреблял термин «соцреалистический неоклассицизм», а на основе хронологических рамок и смене стилистики — словосочетание «постконструктивистская архитектура». Определение «постконструктивизму» дал Селим Хан-Магомедов и в настоящее время его используют многие авторы, имея в виду переходный период в советской архитектуре 1932—1936 годов. Иконников также предлагал рассматривать сталинскую архитектуру как один из вариантов «историзма».
Зачастую всю советскую архитектуру 1930—1950-х годов определяют термином «сталинский ампир». Архитектор Андрей Бархин писал: «Обобщающий термин „сталинский ампир“ часто использовался патриархом отечественной историко-архитектурной науки акад., арх. С. О. Хан-Магомедовым для обозначения основного направления советской архитектуры начала 1930-х — середины 1950-х годов». Селим Хан-Магомедов, употребляя лексему, подразумевал гипермонументальную классику в русле творчества Жака-Жермена Суфло, Никола Буало, Джованни Баттисты Пиранези, Александра Витберга и Ивана Фомина. Учёный-урбанист, культуролог Ольга Зиновьева настаивала на использовании термина «сталинский ампир», отмечая, что если предвоенный период сталинской архитектуры можно условно отнести к неоклассицизму, то послевоенный принадлежал исключительно ампиру. Архитектуру 1930—1950-х годов в целом через термин «сталинский ампир» определяли искусствовед Александр Раппапорт и архитектуровед Марк Меерович. Искусствовед Юрий Волчок предложил отказаться от термина «сталинский ампир», как сугубо оценочного, и заменить его нейтральным «пролетарская классика». Последний термин признавал и Хан-Магомедов, называвший пролетарскую классику не просто цитированием, а «живой классикой» — естественной творческой традицией.
При хронологическом разделении сталинской архитектуры на довоенную и послевоенную, исследователи также используют разные термины. Хан-Магомедов определял довоенную архитектуру терминами «неоакадемическая стилизация» или «неоакадемизм», а послевоенную — термином «сталинский ампир». Доктор архитектуры Александр Рябушин придерживался схожего подхода. Послевоенную архитектуру он описывал через термины пафос Победы и ампир. Доктор архитектуры Ольга Орельская писала, что в настоящее время послевоенную архитектуру стали классифицировать как «сталинский ампир», «советский ампир» или «стиль Победы», проводя параллели с русским ампиром, развивавшимся после победы в Отечественной войне 1812 года.
Кроме того, в сталинской архитектуре отмечают и иные стадии развития и направления. Исследователи Елена Иовлева и Ольга Мартынович выделяют такие варианты стиля, как «советский декоративизм» и «советское барокко»; Андрей Иконников — раннее «палладианское» направление и «помпейское» направление поздних предвоенных лет; Андрей Бархин — «ребристый стиль» Бориса Иофана, советскую версию ар-деко, безордерный декоративизм Ильи Голосова, различные варианты «национальных» стилей, неоренессанс Ивана Жолтовского, неорусское течение. Дмитрий Хмельницкий разделял сталинскую архитектуру на «монументальный классицизм» (Н. А. Троцкий, Борис Иофан, Аркадий Лангман), «красную дорику» (Иван Фомин), «патетическую эклектику» (Алексей Щусев), «палладианский классицизм» (Иван Жолтовский) и «виртуальный псевдоконструктивизм» (Моисей Гинзбург, братья Веснины). Историк Ольга Чуракова выделяла три стадии развития сталинской архитектуры: «палладизм» 1930-х годов, «помпейскую стадию» предвоенных лет, и послевоенный «сталинский ампир».
Исследователи ар-деко, в частности Татьяна Малинина, Мария Нащокина, Надежда Филичева, Владимир Хайт, склонны использовать данный термин как обобщающий для всей архитектуры 1920—1930-х годов, интерпретируя его как «стиль времени». В их исследованиях советская архитектура конца 1920-х — 1930-х годов объединяется термином «советский ар-деко», а лексемы «сталинский ампир», «тоталитарный стиль», «сталинская неоклассика», «стиль монументальной конструктивной классики», «пролетарская классика» отвергаются, как не ставшие общепринятыми.

## Краткая характеристика направления

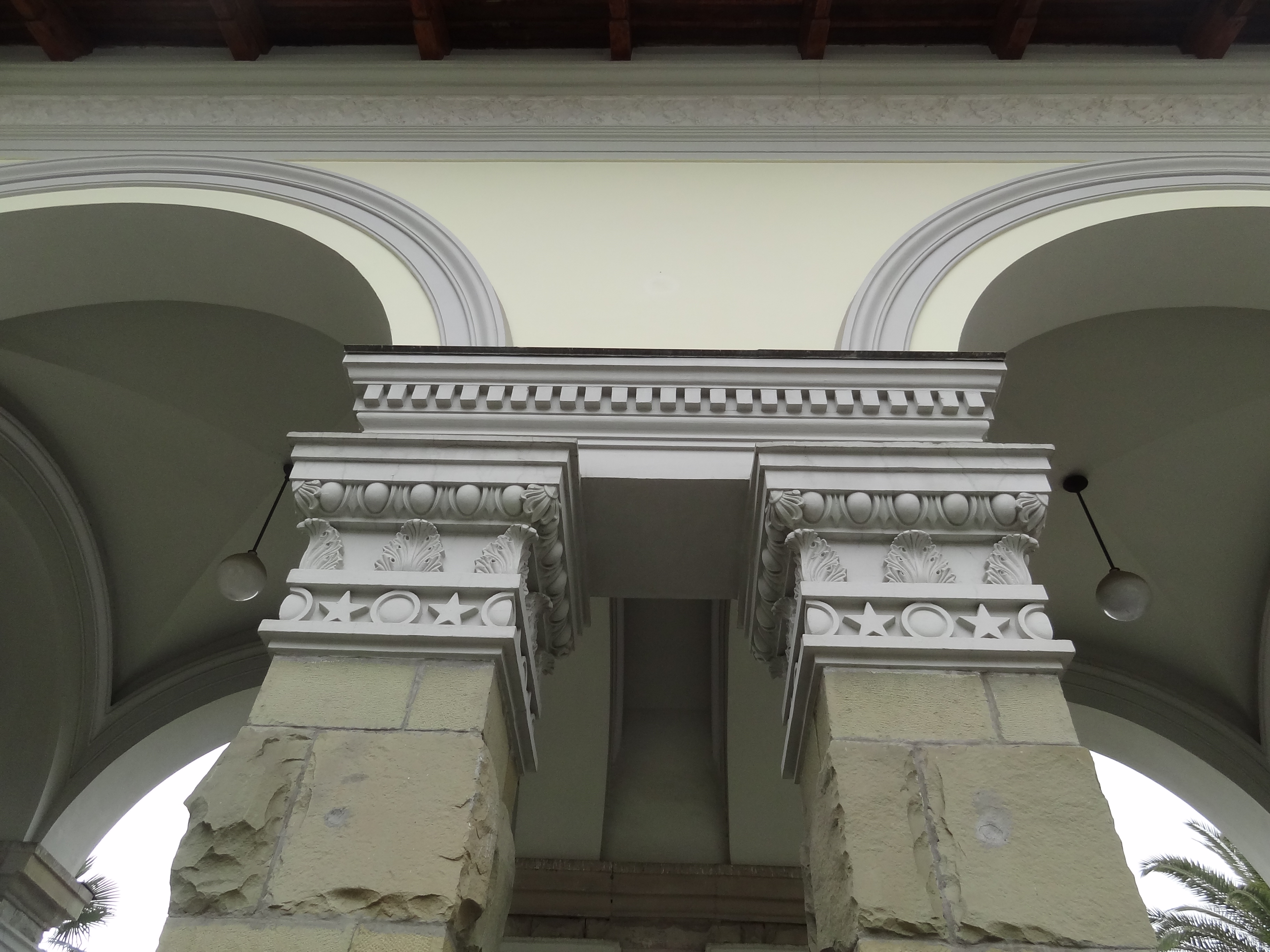
Капители железнодорожного вокзала станции Сочи

Отличительные черты стиля: комплексный подход к застройке с планированием рекреационных зон, транспортной инфраструктуры, магазинов и комбинатов бытового обслуживания на основе социалистической урбанистики.
- ансамблевая застройка улиц и площадей;
- развитие традиций русского классицизма;
- использование мотивов итальянского ренессанса и палладианства;
- ставка на симметрию и иерархию корпусов;
- использование архитектурных ордеров и их вольная трактовка (например, добавление в капители звёзд);
- барельефы с геральдическими композициями и изображениями трудящихся, а также на темы триумфа и регалий власти (фасции, ликторские топорики, венки, копья и т. д.);
- синтез архитектуры, скульптуры и живописи;
- использование мрамора, бронзы, ценных пород дерева и лепнины в оформлении общественных интерьеров.

## Возникновение и развитие направления

### Периодизация

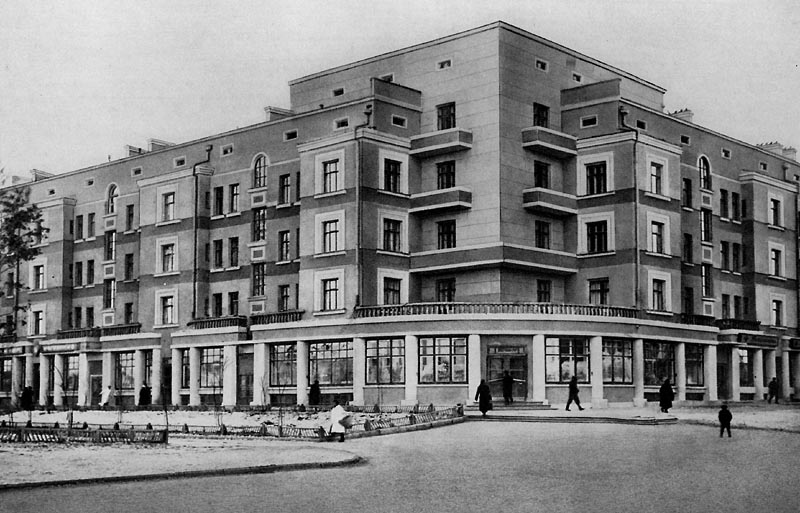
Жилой дом (Свердловск, 1932), арх. Оранский

В советской архитектуре 1918—1955 гг. выделяется два периода:
- Период с 1918 по 1932 годы был временем архитектурного авангарда, когда предлагались и широко воплощались самые революционные градостроительные, дизайнерские и архитектурные проекты в духе конструктивизма. В это время существовал активный обмен идеями и проектами между западными и российскими архитекторами, отталкивавшимися от архитектурного наследия предшествующих эпох.
- После этого произошёл переход к отчетливо ретроспективной архитектуре, которую можно условно именовать «советским монументальным историзмом» (по выражению А. Ю. Броновицкой). Границей перехода к новой архитектуре стал, во-первых, конкурс на проектирование Дворца Советов, после завершения которого подавляющее большинство новых архитектурных объектов строилось в новом стиле (с лета 1932 года к строительству в СССР не принимался ни один проект, созданный в стиле строгого конструктивизма)[27], и, во-вторых, массовый снос дореволюционных исторических зданий в Москве (ноябрь 1934 года). В 1934 году создаётся Академия архитектуры СССР и Союз архитекторов СССР, который объединяет творческие силы для решения новых задач, поставленных перед мастерами. Это создание дворцов культуры, спортивных комплексов, индустриальных центров, санаториев и пионерских лагерей. Архитекторы в этот период работают в больших творческих мастерских и научно-исследовательских проектных институтах, объединяющих конструкторов, зодчих и художников, которыми руководят лидеры советской архитектуры. Многие проекты создаются в результате всесоюзных конкурсов. «Советский монументальный историзм» в целом обрёл окончательные черты к концу 1930-х годов и распространился на многие крупные и малые провинциальные города уже в послевоенное время. В главных чертах, это архитектурное направление сформировалась в период проведения конкурсов на проекты Дворца Советов и павильоны СССР на Всемирных выставках 1937 года в Париже и 1939 года в Нью-Йорке. Конкурсы проходили в несколько этапов, при открытом обсуждении, и выявили ярких талантливых художников. Работы победителя этих конкурсов — Б. М. Иофана, стали яркой страницей предвоенной архитектуры. Вторым направлением архитектуры 1930-х стала неоклассика, неоренессанс, во главе с И. В. Жолтовским.
- Уже в период Великой Отечественной войны архитекторы начинают работать над проектами восстановления разрушенных городов, мемориалами и триумфальными арками для встречи советских героев. В художественном образе этих произведений был оптимизм победы[28]. В 1945 году страна приступила к восстановлению разрушенных городов. Архитектура стала одним из приоритетных направлений народного хозяйства. Архитектурное произведение должно было внушать уверенность зрителям в скором восстановлении всей страны. Яркими примерами являются Главное здание МГУ, комплекс павильонов ВСХВ, здание МИД СССР на Смоленской-Сенной площади[27].

### Переходный период
Переход от авангарда к «монументальному классицизму» (1931—1938 гг.) не был одномоментным: некоторые специалисты считают архитектуру этого периода постконструктивизмом, другие исследователи называют его советским вариантом ар-деко. Примером архитектуры переходного периода является здание Фрунзенского универмага в Ленинграде, Академии РККА им. М. В. Фрунзе и хорошо известный «Дом на набережной» в Москве. Сооружения этого времени, относительно декорированные внешне, сохраняли или комбинировали в своей планировке конструктивистские основы вместе с классическими пропорциями.

### Закат монументального историзма
Завершение периода архитектуры «советского монументального историзма» произошло после выхода инициированного Н. С. Хрущёвым Постановления ЦК КПСС и СМ СССР от 4 ноября 1955 года «Об устранении излишеств в проектировании и строительстве», а также целый ряд других программных документов («О мерах по дальнейшей индустриализации, улучшению качества и снижению стоимости строительства», «О развитии производства сборных железобетонных конструкций и деталей для строительства» и другие). После этого началась коренная перестройка советской архитектуры и строительной отрасли, связанная с переходом на широкую индустриализацию, стандартизацию и унификацию, необходимую для скорейшего удовлетворения населения страны жильем и общественно-бытовыми учреждениями. Сталинская архитектура к этому времени по ряду оценок достигла своего кризиса, наметилась тенденция к «тиражированию» одних и тех же декоративных решений, часто не только ухудшавшая художественный уровень исполнения отделки фасадов, но и удорожавшая работы по сооружению зданий, что оценивалось особенно негативно в свете запланированного перехода к массовому жилищному строительству. Новая архитектура более аскетична, «функциональна», опиралась на сравнительно небольшой круг типовых проектов и предполагала массовое строительство с использованием произведенных на строительных заводах стандартных блоков и конструкций. Это обусловило полную смену парадигмы советского градостроения, переход к качественно иной структуре жилых районов, появление новых методов проектирования и строительства. Вместе с тем, по мнению ряда специалистов, реализация этой программы привела к массовому упрощению проектов, снижению их эстетических качеств и фактическому сужению простора для творчества архитекторов по сравнению с «тоталитарным» сталинским периодом.
Несмотря на это, здания по «сталинским» проектам с упрощённым декором продолжали возводиться во многих городах ещё в конце 1950-х — начале 1960-х годов, параллельно со строениями в новом официальном стиле. Например, застройка центрального района Дзержинска началась в 1958—1959 годах с возведения по улице Ленина со стороны Дома Культуры Химиков типичных «сталинок» с отсутствующими декоративными элементами на фасадах, а завершилась в 1964—1966 годах уже типичными пятиэтажными «хрущевками» со стороны улицы Гайдара, при сохранении в общих чертах исходной планировки по проекту архитекторов Л. А. Салищева и А. Ф. Кусакина середины 1950-х годов.

## Элементы различных стилей в сталинской архитектуре

### Ар-деко
В сталинской архитектуре ар-деко занимает особое место. Практически все крупные объекты и ансамбли в Москве — библиотека им. В. И. Ленина, довоенные павильоны ВСХВ и станции Московского метрополитена, а также высотные здания 1940-50-х гг — по своим особенностям и конструктивно-художественным решениям несут в себе черты стиля ар-деко.
В довоенной Москве стиль ар-деко занял лидирующее место в архитектуре в ходе проектирования здания Дворца Советов.
В архитектуре Московского метрополитена стиль ар-деко наиболее ярко был представлен станциями «Дворец Советов» (Кропоткинская), «Сокол», «Аэропорт», «Маяковская» и др. К советской версии ар-деко исследователи относят работы архитекторов В. Г. Гельфрейха, А. Н. Душкина, А. Я. Лангмана, Е. А. Левинсона, Б. М. Иофана, Д. Ф. Фридмана, В. А. Щуко и др.
В мировом масштабе советская версия ар-деко стала известна благодаря выставочным павильонам СССР на Всемирных выставках 1937 и 1939-х гг.
В годы Великой Отечественной войны и в послевоенное десятилетие ар-деко приобрёл ярко выраженные черты ретроспективизма, при этом сохраняя основные принципы стиля: современное конструктивное решение, закономерность и чёткость, национальные мотивы и роскошные (дорогие) отделочные материалы. Такими примерами стали почти все послевоенные станции Московского метрополитена, высотные здания, общее художественное решение реконструированной ВСХВ, ряд зданий в Москве, Минске и в других городах СССР. Последним крупным объектом, полностью совпадающим с основными принципами стиля, стала первая очередь Петербургского метрополитена.

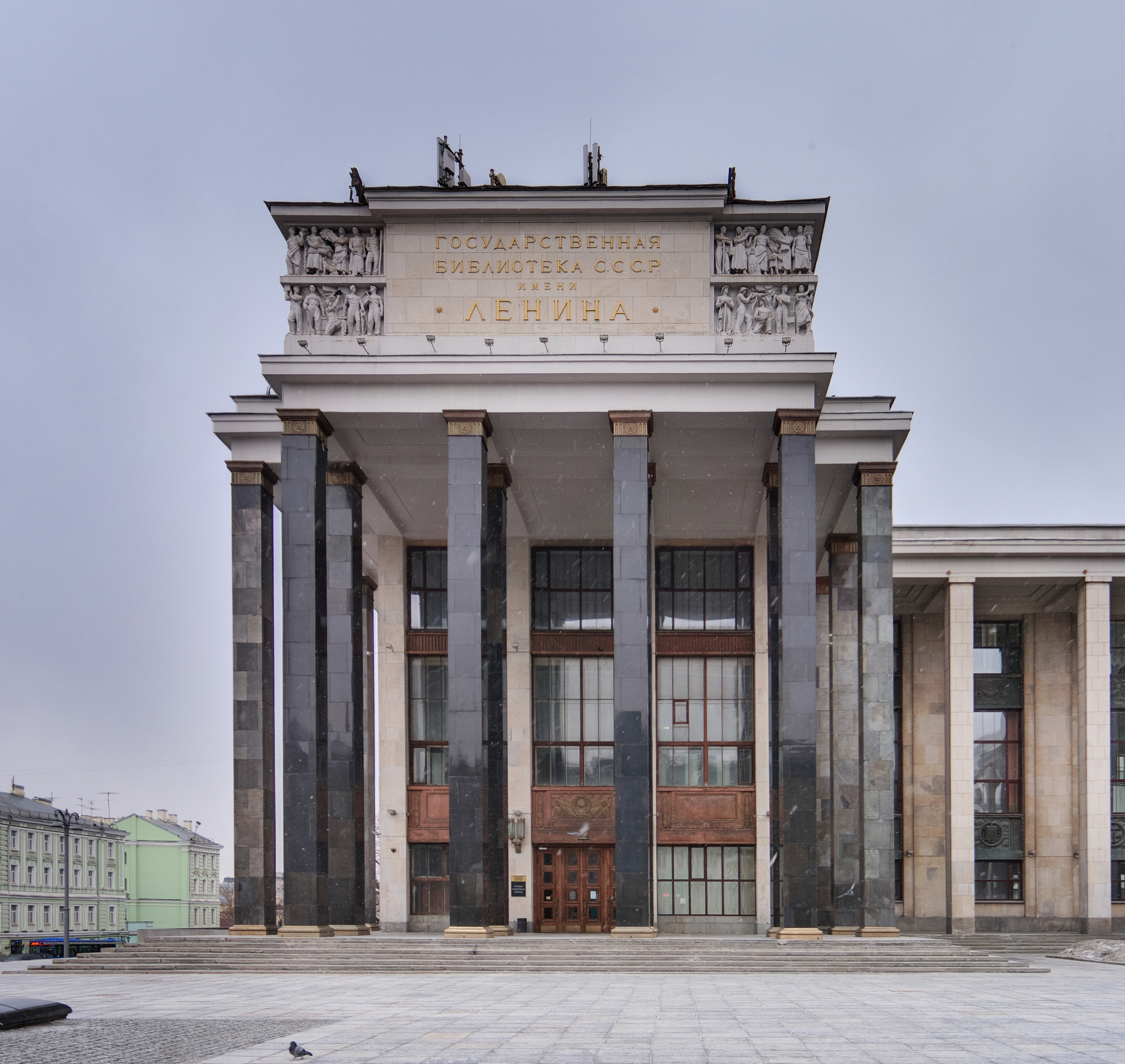
Здание Государственной библиотеки имени В. И. Ленина в Москве (с 1928), архитекторы В. А. Щуко и В. Г. Гельфрейх
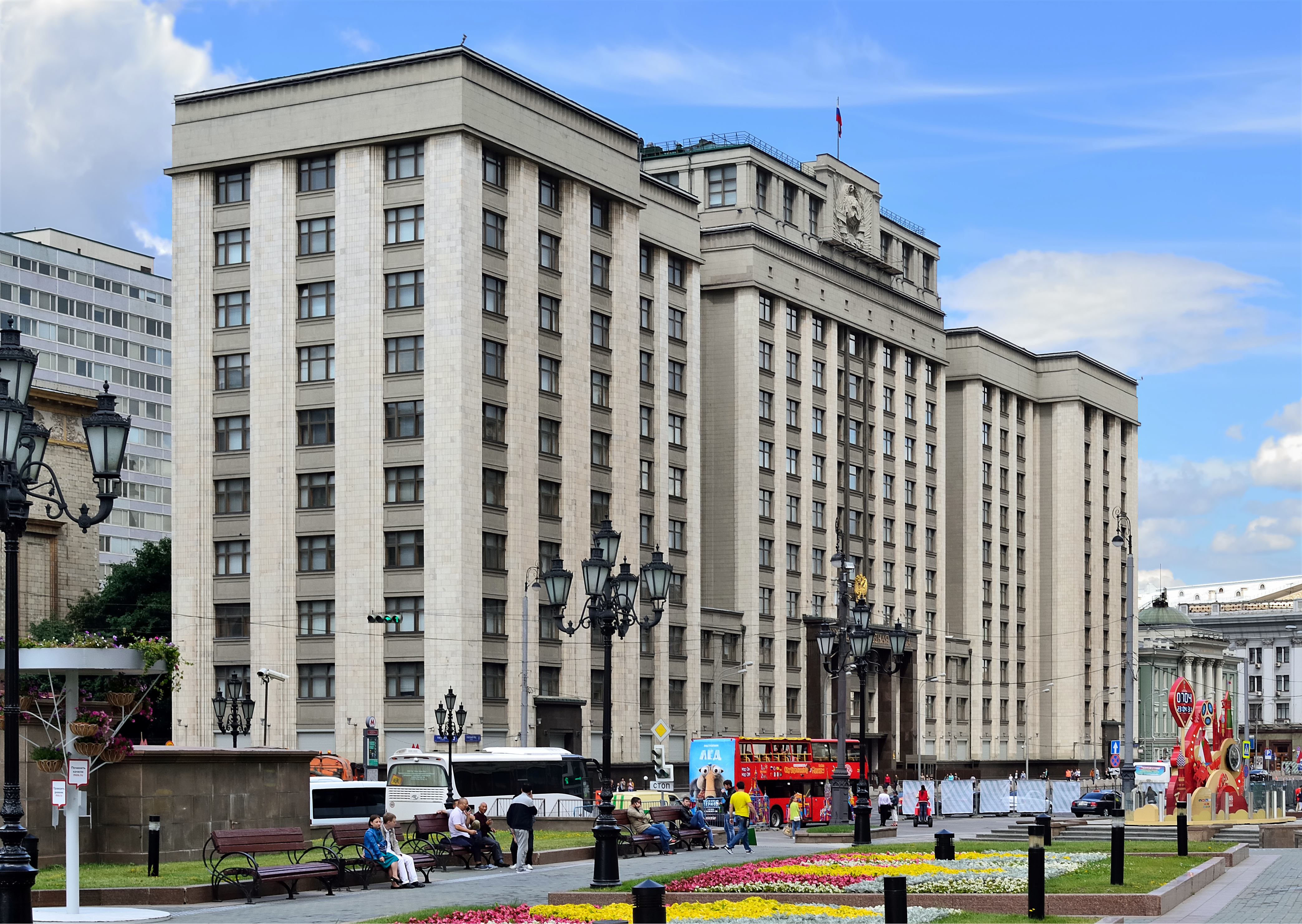
Здание Совета труда и обороны в Москве, 1932—1935, архитектор А. Я. Лангман
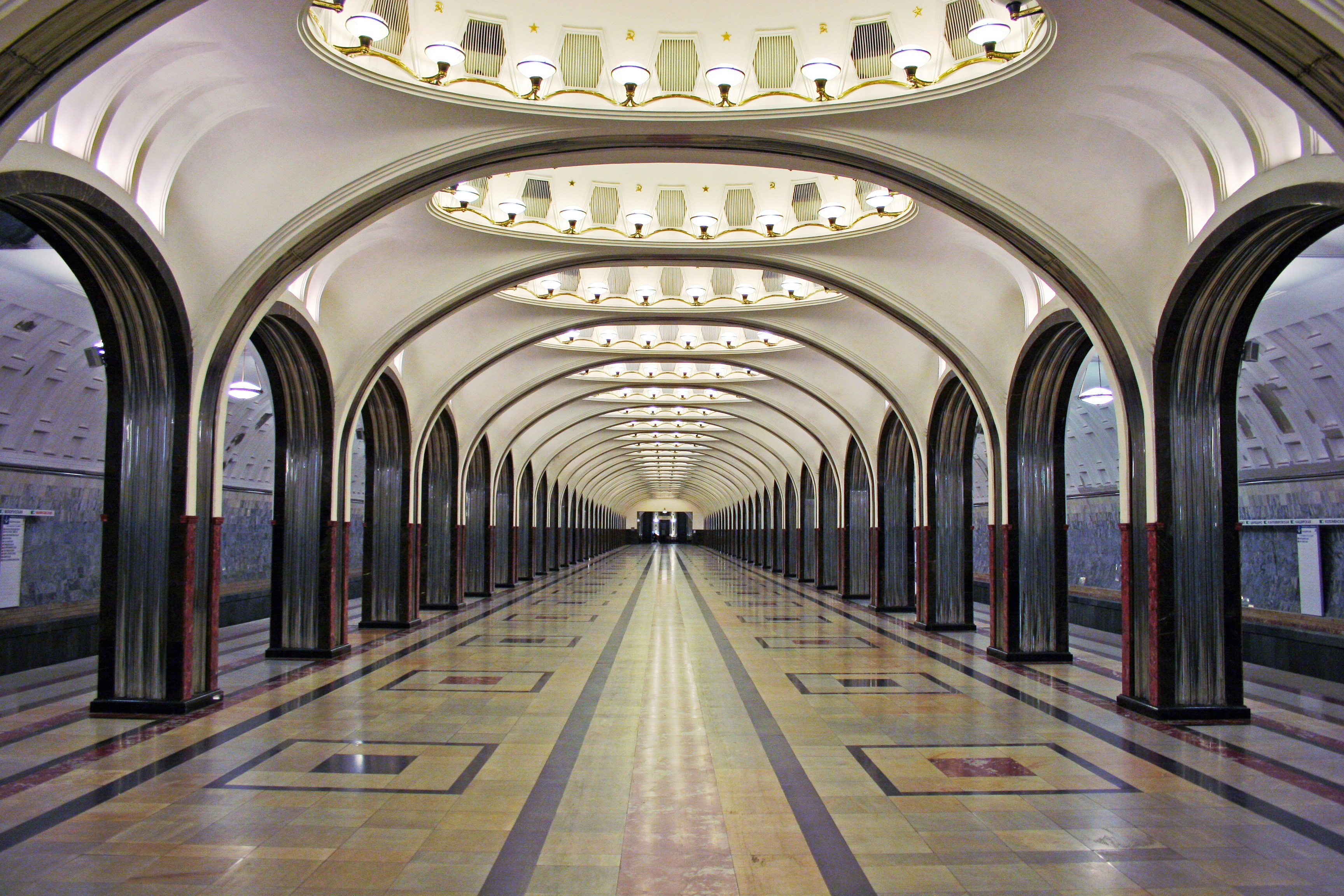
Станция «Маяковская» Московского метрополитена
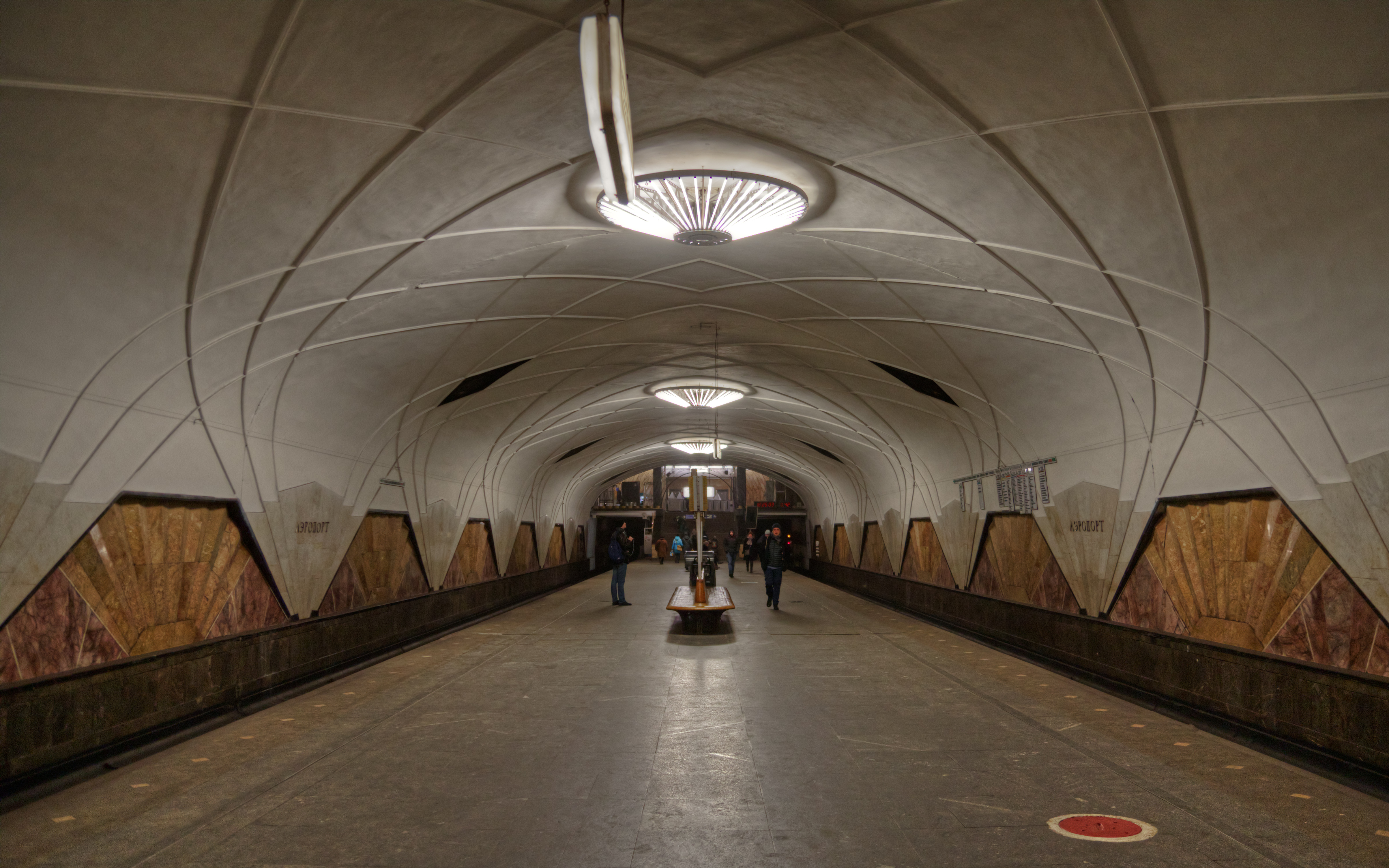
Станция метро «Аэропорт» (Москва, 1936—1938), архитекторы Б. С. Виленский, В. А. Ершов
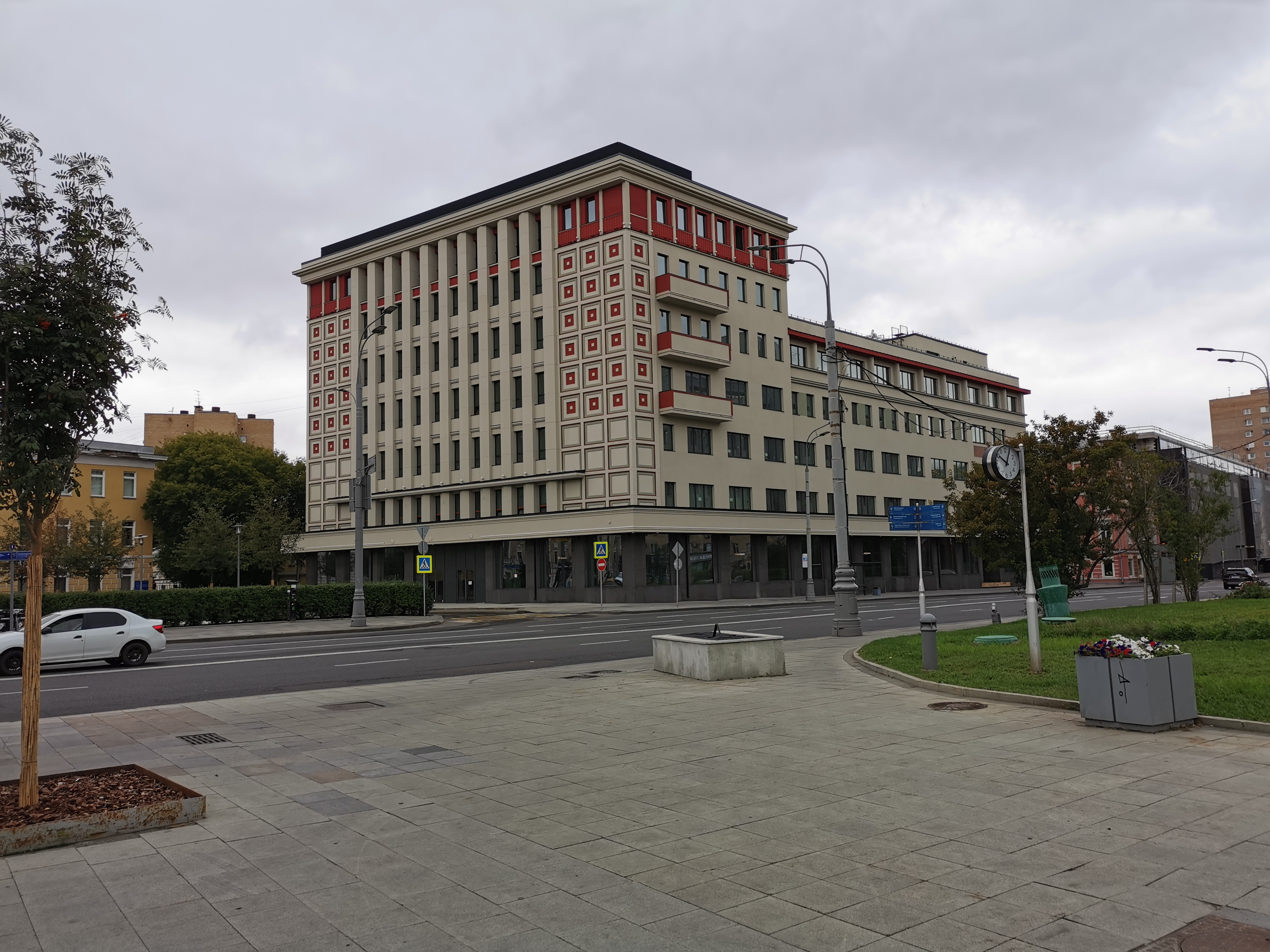
Здание АТС Фрунзенского района, 1934, архитектор К. И. Соломонов
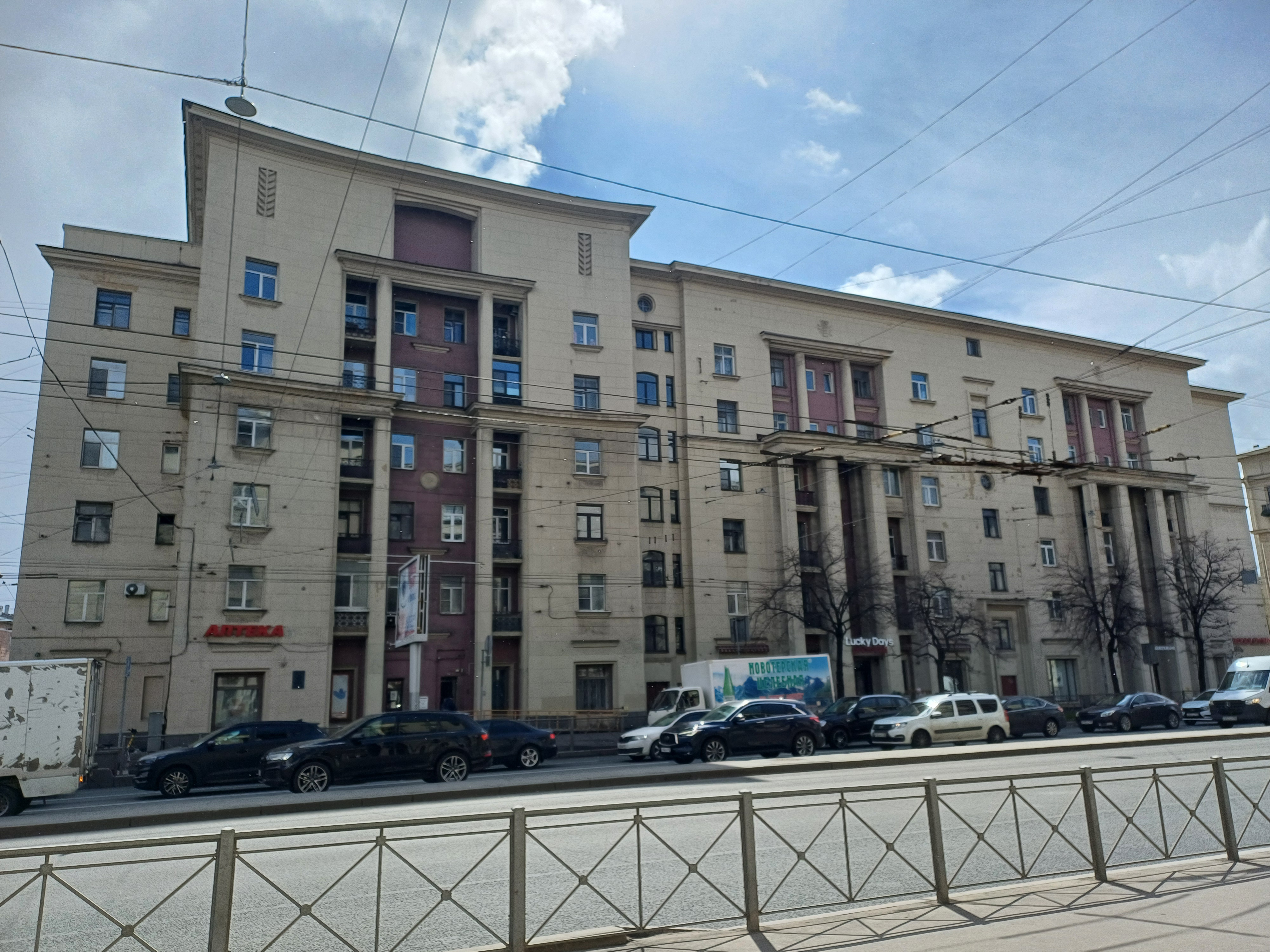
Жилые дома на Ивановской улице в Ленинграде, 1937, Е. А. Левинсон, И. И. Фомин
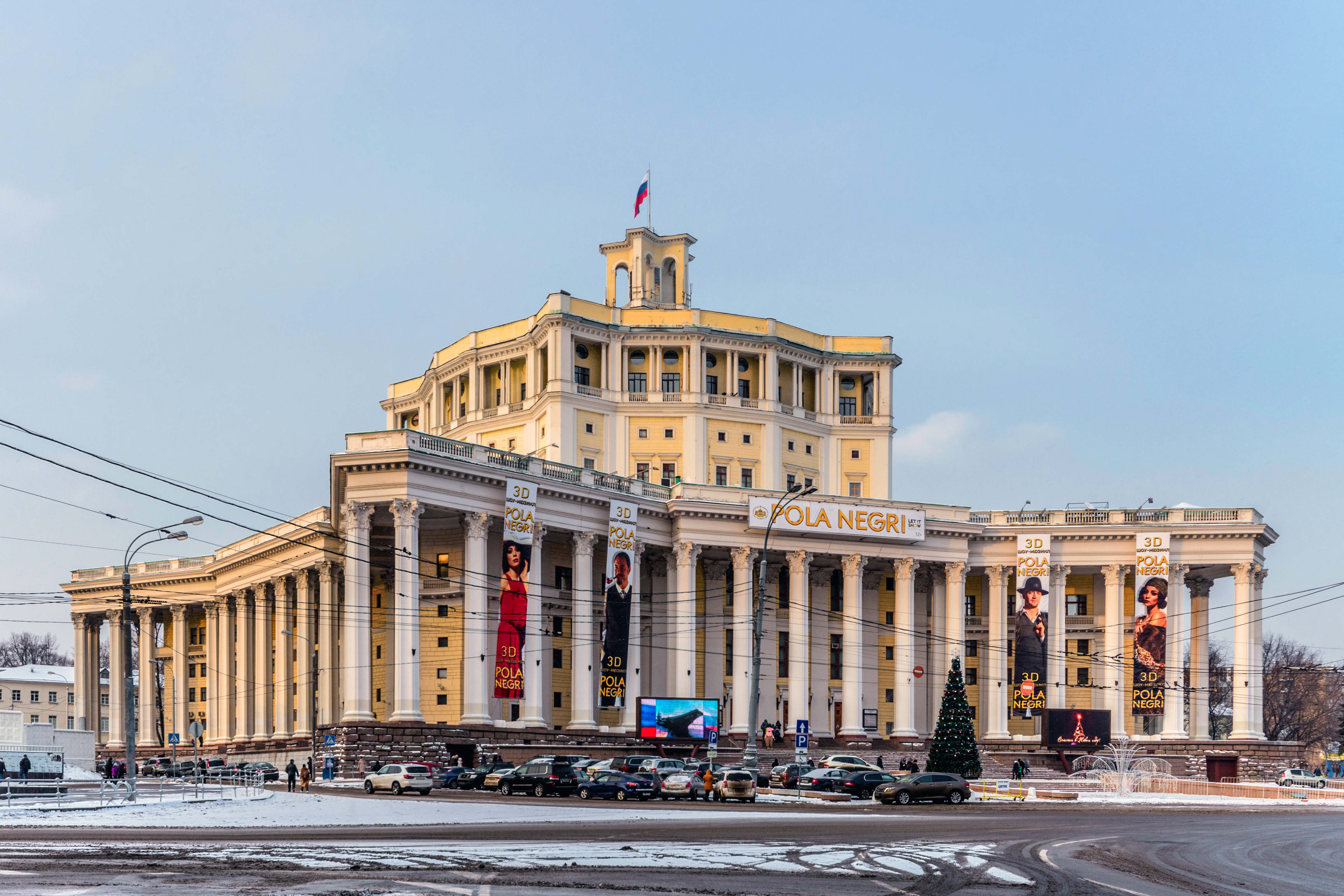
Театр Красной Армии, Москва, архитекторы К. С. Алабян и В. Н. Симбирцев
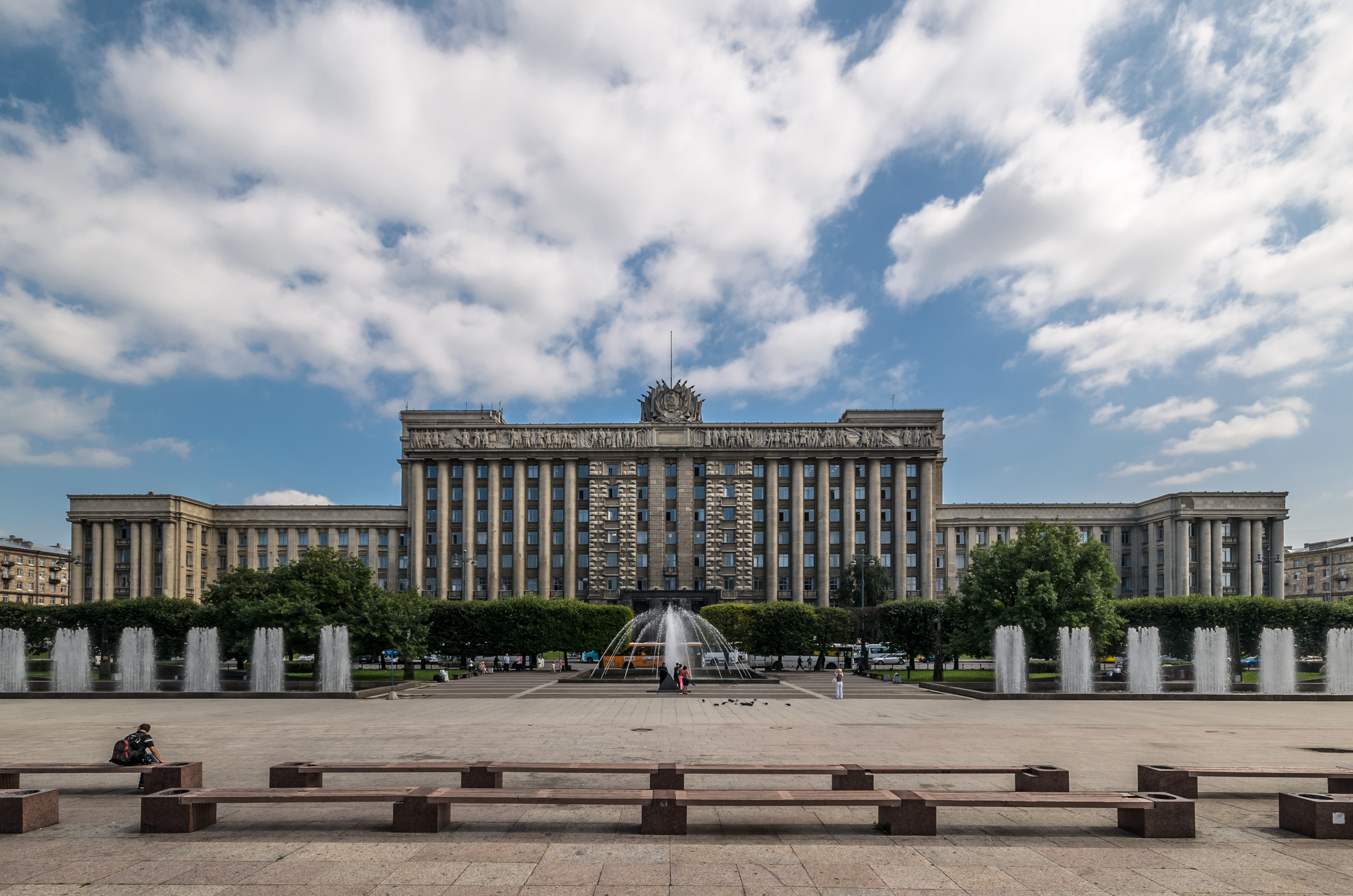
Дом Советов, Санкт-Петербург, 1939, арх. Н. А. Троцкий, М. А. Шепилевский и др.
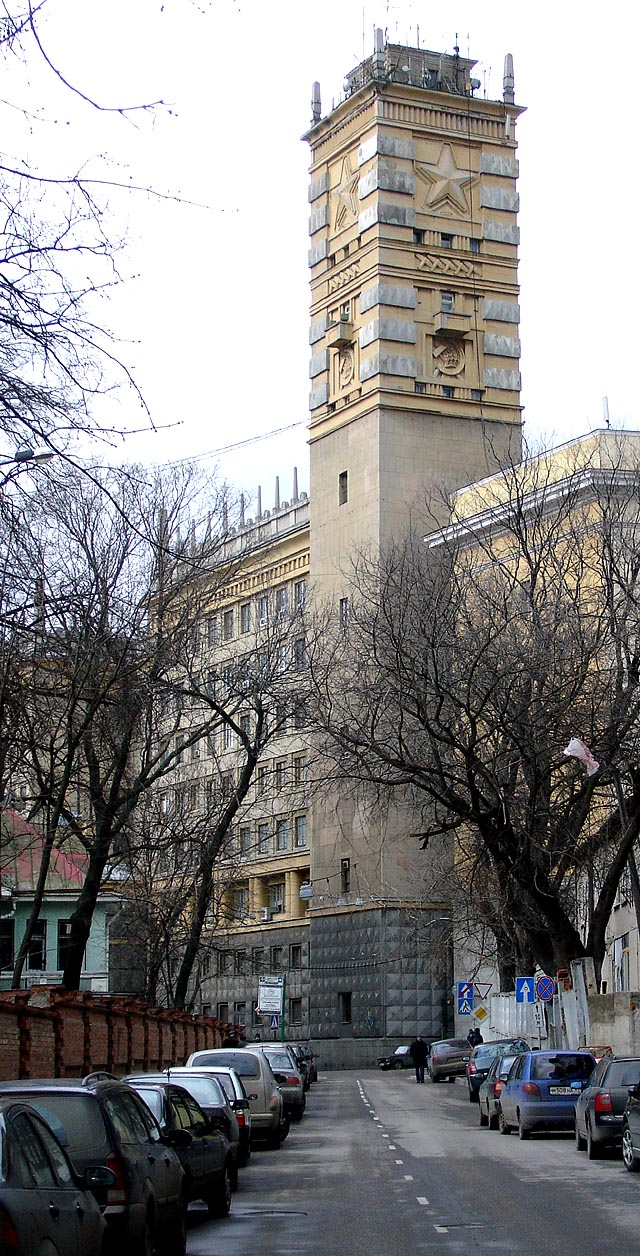
здание Наркомата обороны (1934—1938), Л. В. Руднев
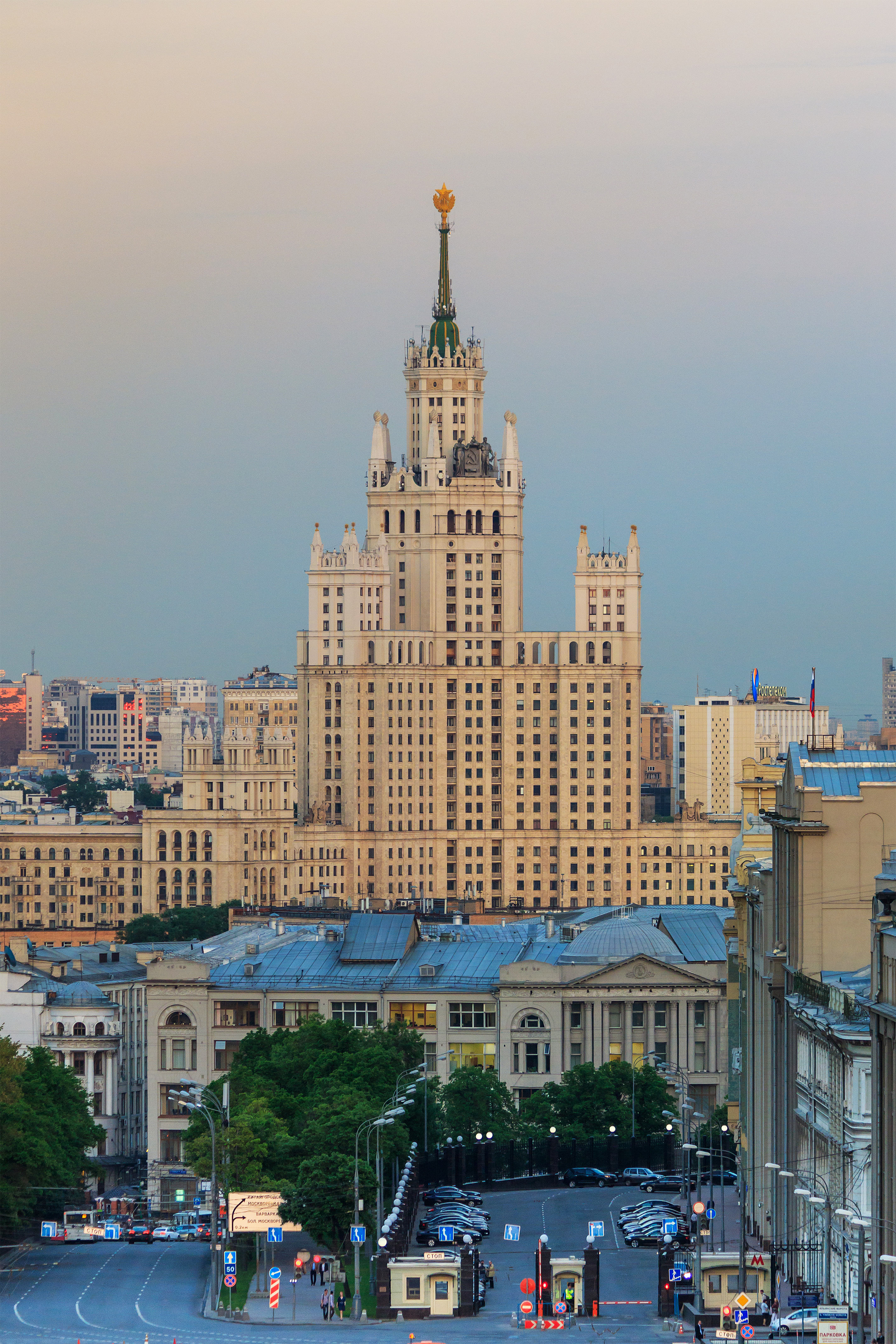
Жилой дом на Котельнической набережной
Высотное здание МИД СССР, 1947—1953, архитекторы В. Г. Гельфрейх, М. А. Минкус

### Неоклассицизм
В сталинской архитектуре неоклассика занимала центральную и лидирующую роль наряду с ар-деко. Советский неоклассицизм основывался на наследии античности и ренессанса, и развивался благодаря активной позиции еще дореволюционных мастеров. Основоположниками советского неоклассицизма стали такие выдающиеся архитекторы как И. В. Жолтовский, И. А. Фомин, В. А. Щуко, А. В. Щусев и др. Характерная ансамблевость и целостность образа стала основой для последующего развития сталинской архитектуры, что было отражено в Генеральном плане реконструкции Москвы 1935 года.
Одним из самых первых зданий в стиле неоклассицизма стал знаменитый дом на Моховой, построенный по проекту И. В. Жолтовского, и восходящий к стилю Палладио. Это, по выражению Виктора Веснина, был «последний гвоздь в гроб конструктивизма».
В период с 1931 по 1955 год в стиле неоклассицизма были значительно перестроены такие большие транспортные магистрали, как улица Горького, Ленинский, Ленинградский и Кутузовский проспекты, Садовое кольцо и др. В послевоенной архитектуре неоклассицизм стал определяющим стилем в планировке и застройке таких восстанавливаемых городов, как Калинин, Минск, Сталинград и др. К сталинской неоклассике относятся почти все серии типовых двух- и трёхэтажек, именуемых в народе «немецкими» домами, которые, вопреки слухам, являются произведениями советских архитекторов.
Уже к началу 1950-х годов неоклассицизм «переродился» в сталинский ампир, а в 1955 году, наряду со всей архитектурной традицией, неоклассицизм был практически запрещён как развивающийся стиль.

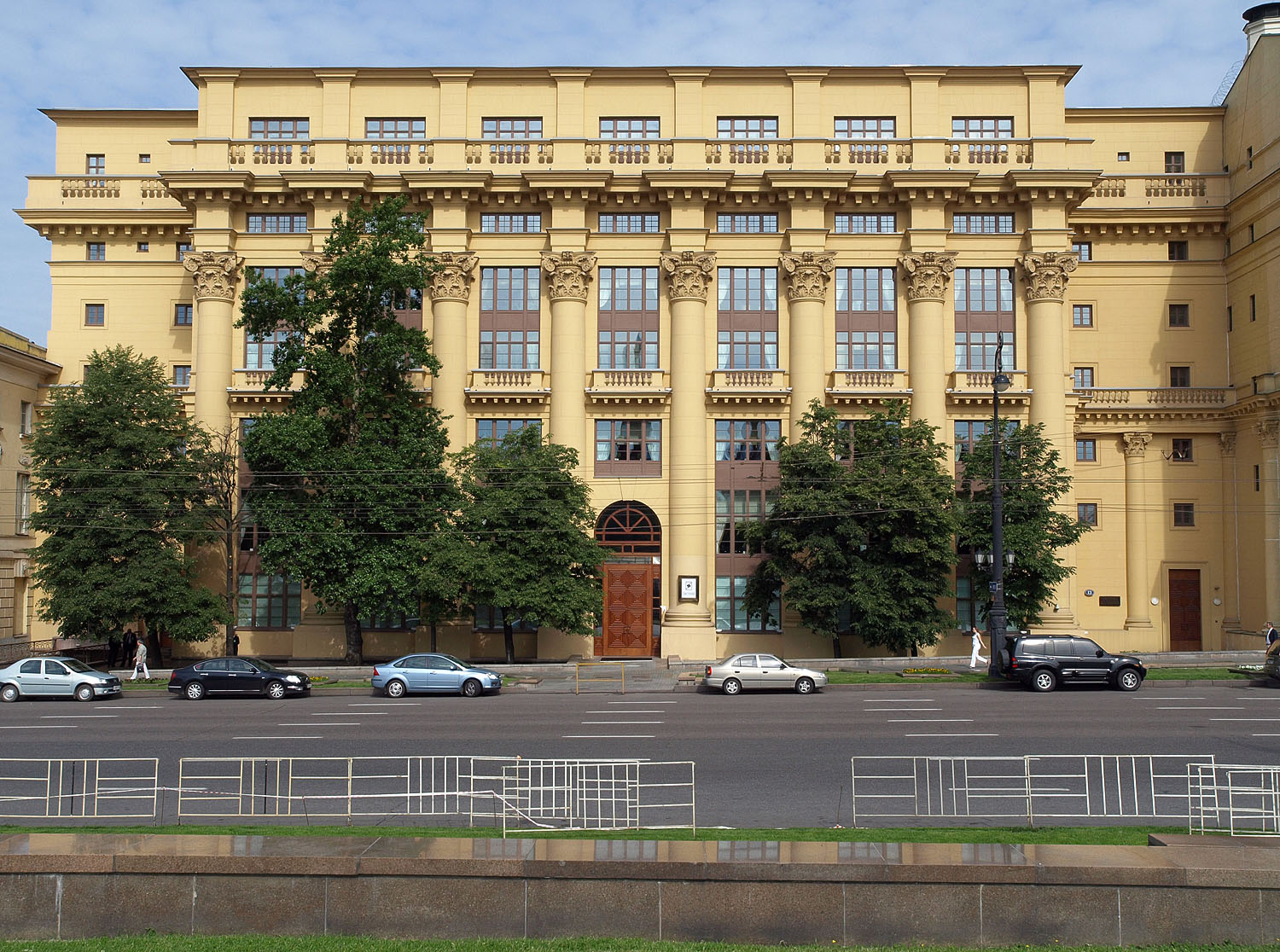
Дом на Моховой (1932—1934)
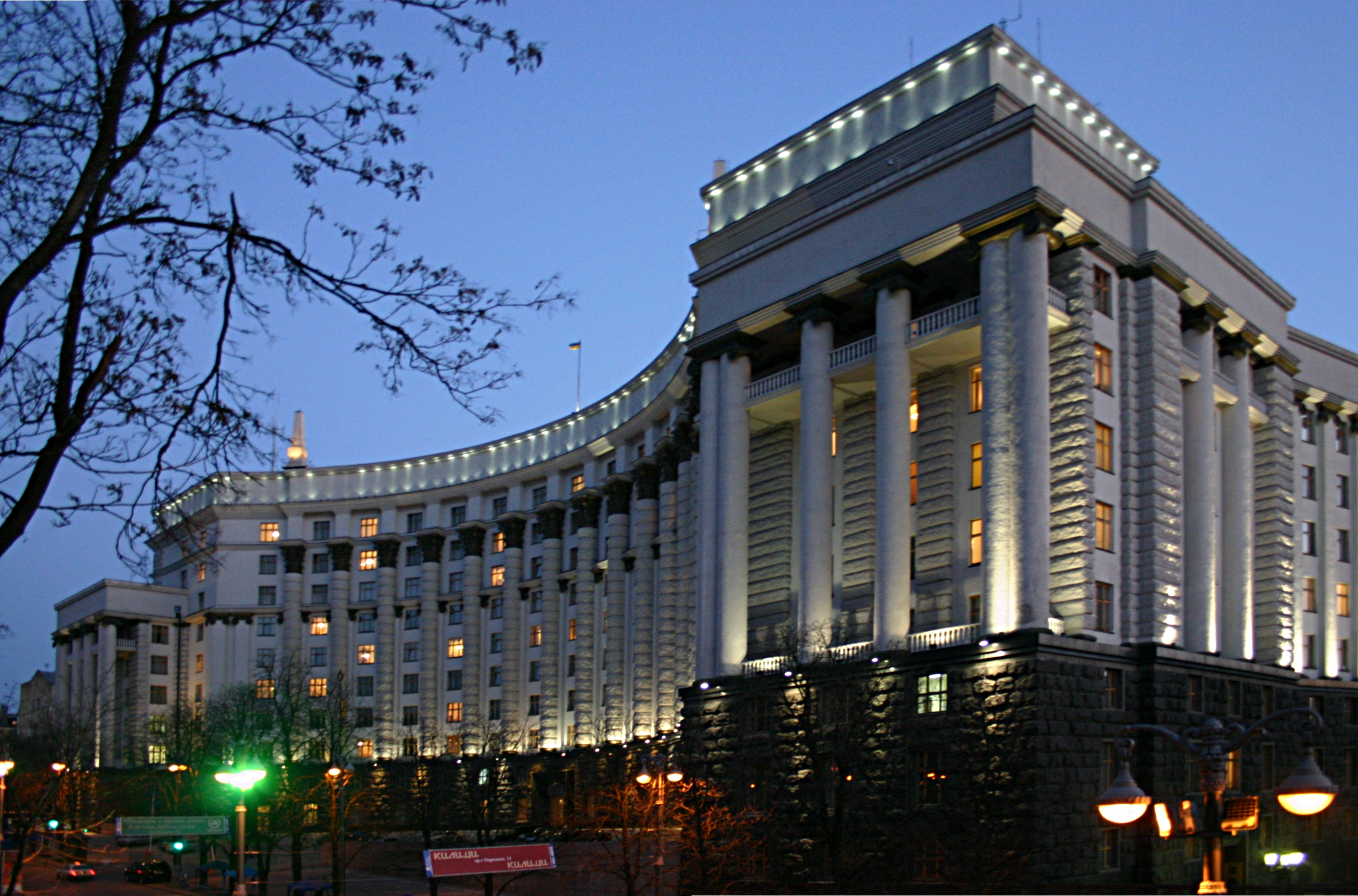
Здание Кабинета министров Украины, арх. И. А. Фомин, Киев
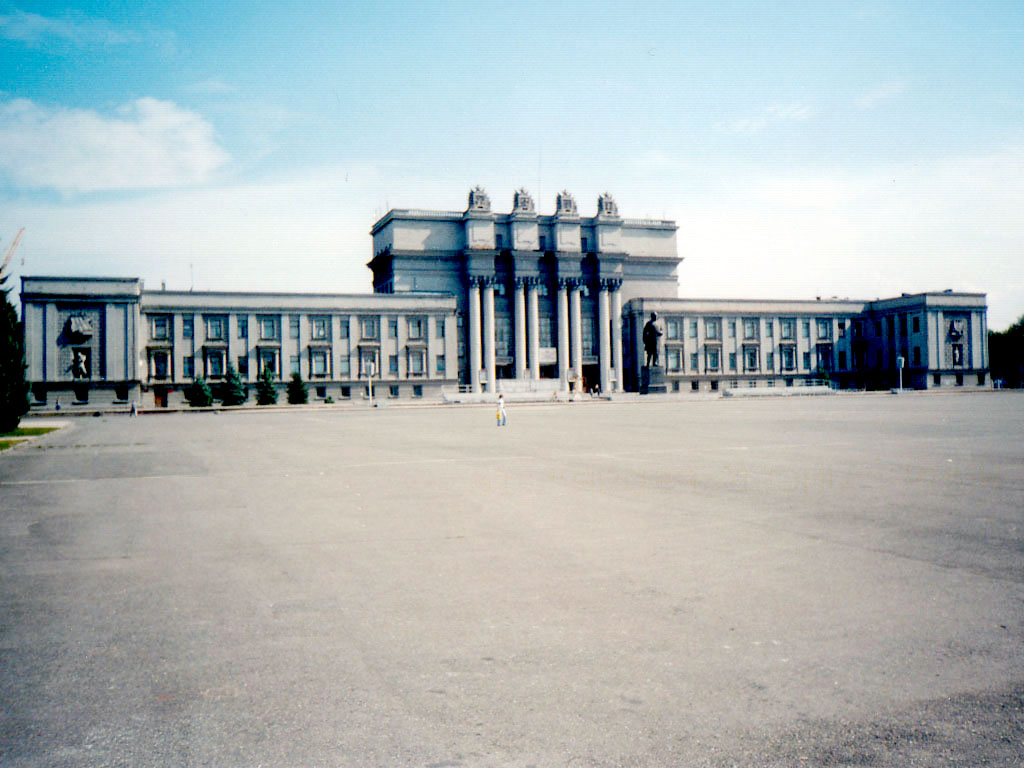
Самарский академический театр оперы и балета
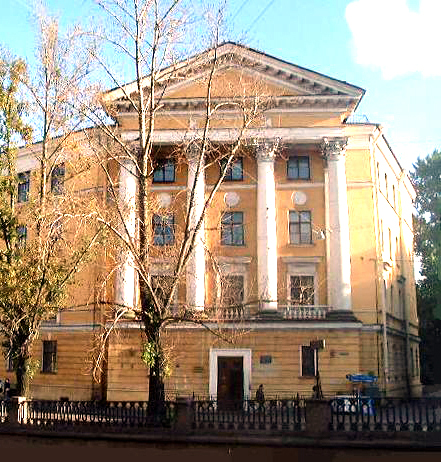
Ленинградская школа (1947), архитектор М. А. Шепилевский
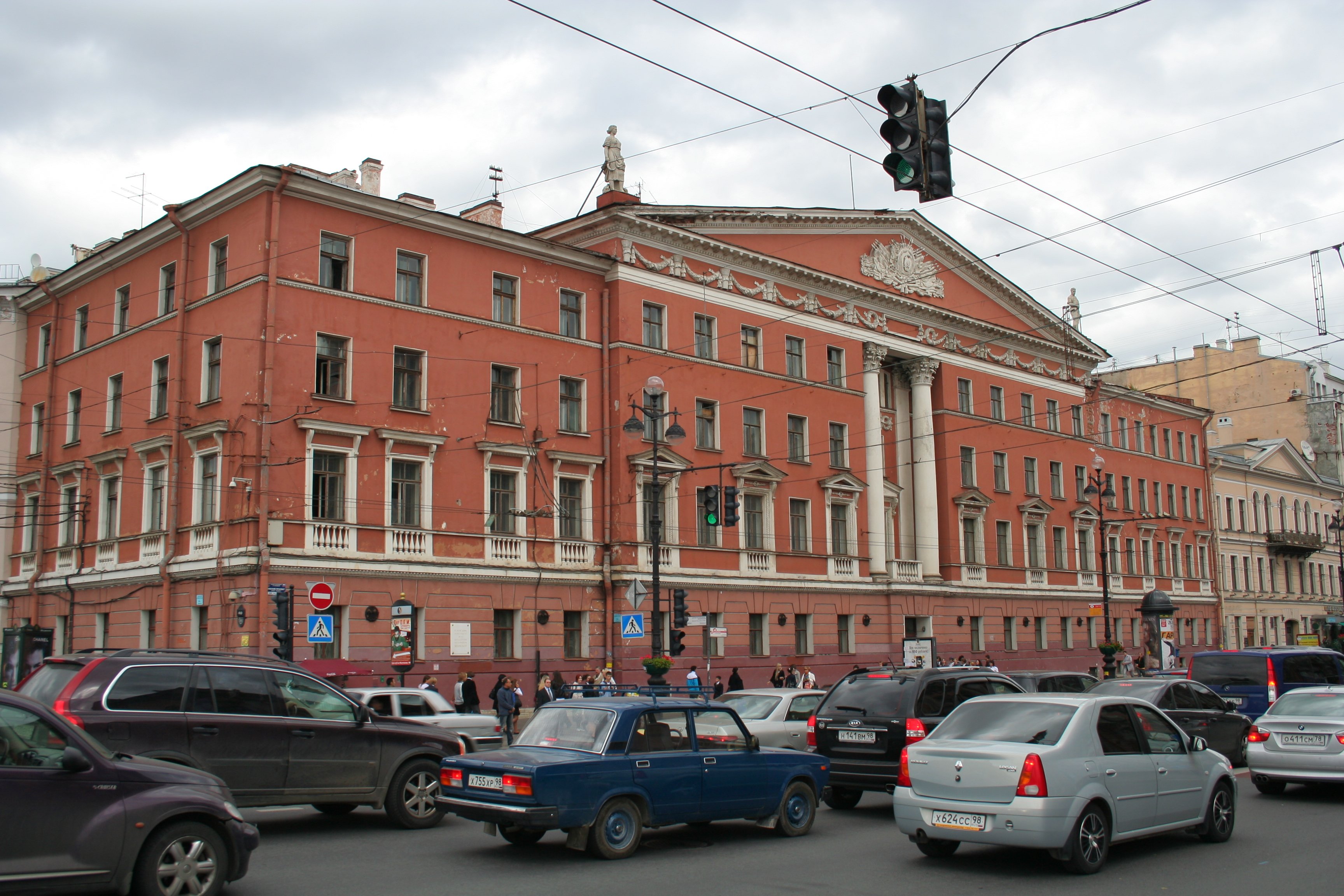
Реконструированный дом № 68 на Невском проспекте. 1947—1950. Архитекторы:  Б. Н. Журавлёв и И. И. Фомин
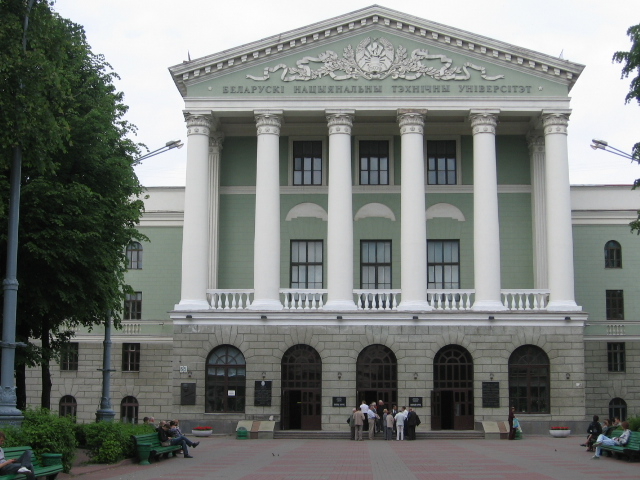
Белорусский национальный технический университет в Минске
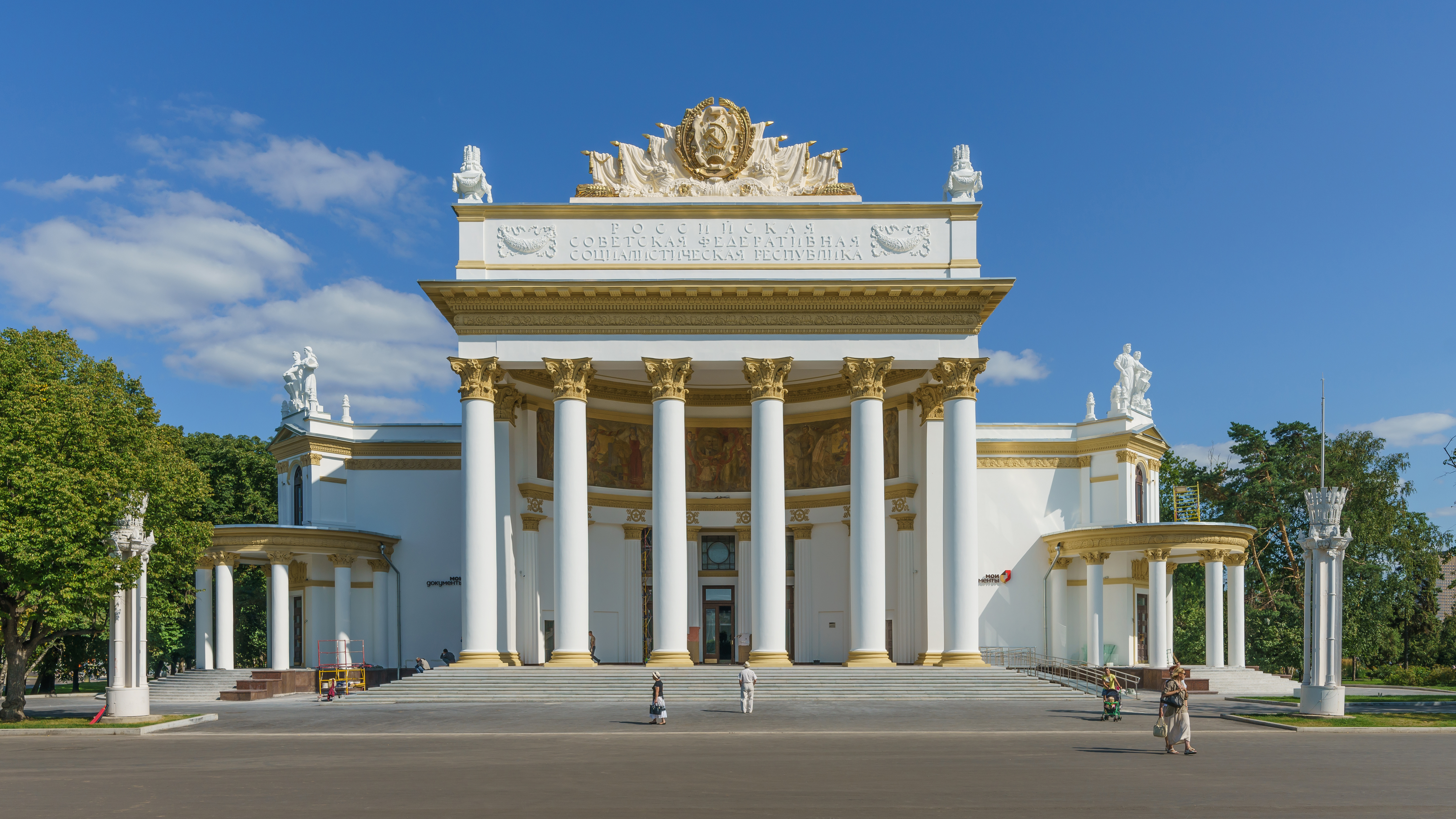
Павильон РСФСР на ВСХВ
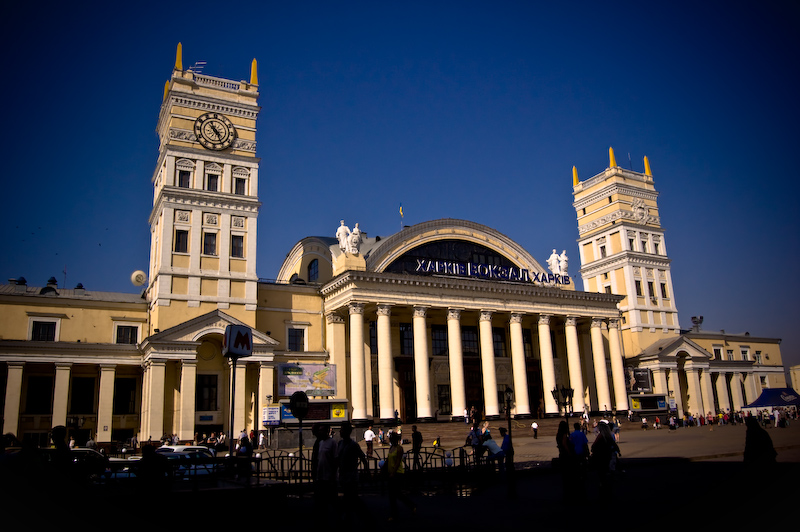
Железнодорожный вокзал в Харькове

### Ампир
Здания в стиле ампир (так называемый «сталинский ампир») логично продолжили традиции первого этапа стиля, длившегося почти большую часть XIX века. Сочетая классические пропорции и основные символические мотивы во внешней отделке, ампир был развит и существенно расширен, где фигурировали в лепных украшениях героизированные люди разных профессий. Фасады подчёркнуты укрупнённым композитным ордером, и очень часто применялся в цокольных этажах руст. Главным отличительным примером сталинского ампира является портик и парадная фасадная композиция. Часто термином «сталинский ампир» огульно именуют и сталинские высотки, и ансамбли ВСХВ, и оформление станций Московского метрополитена, которые являются ампирными только отчасти, в целом же представляют собой примеры ретроспективизма с привкусом ар-деко.

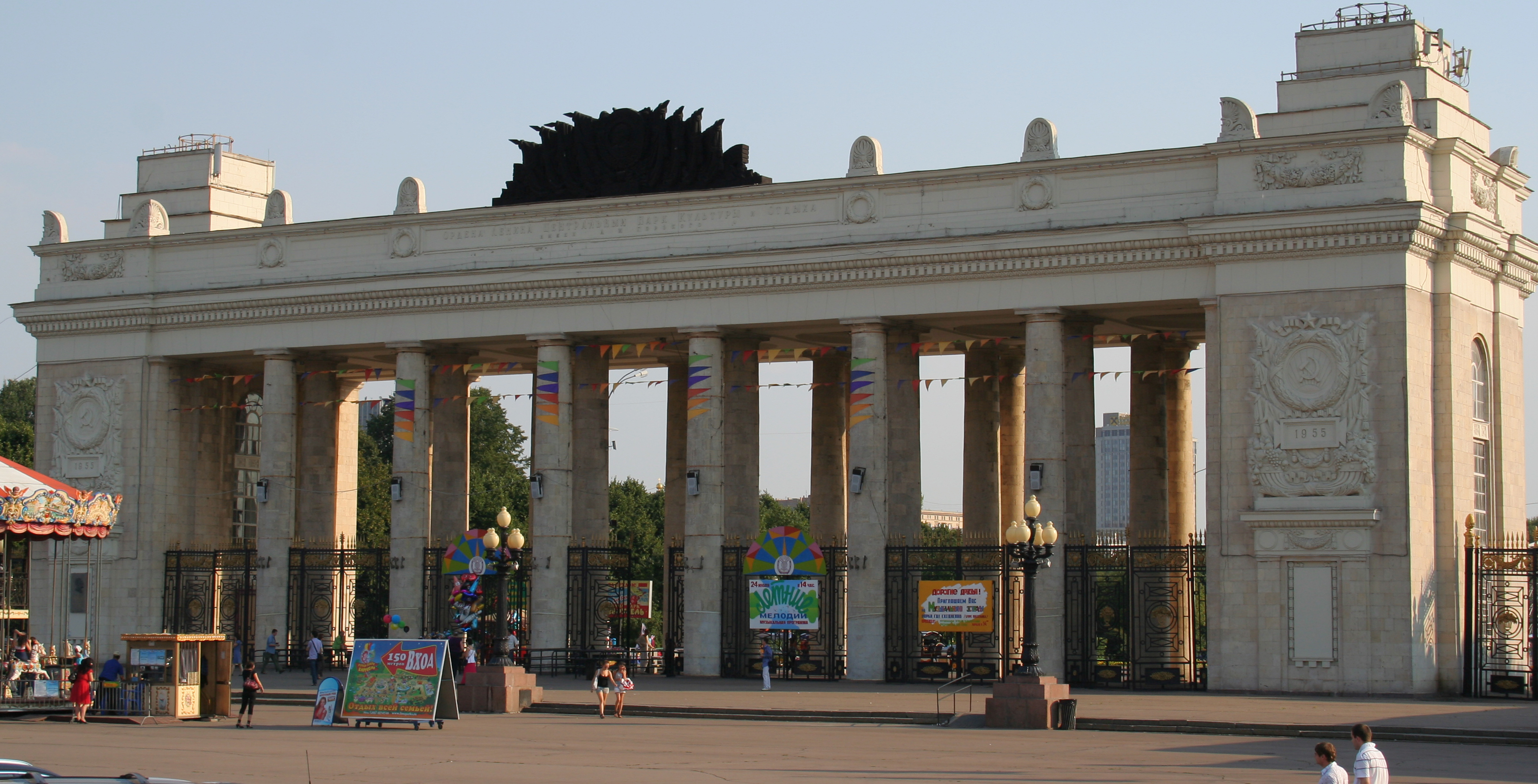
Главный вход в ЦПКиО им. Горького в Москве
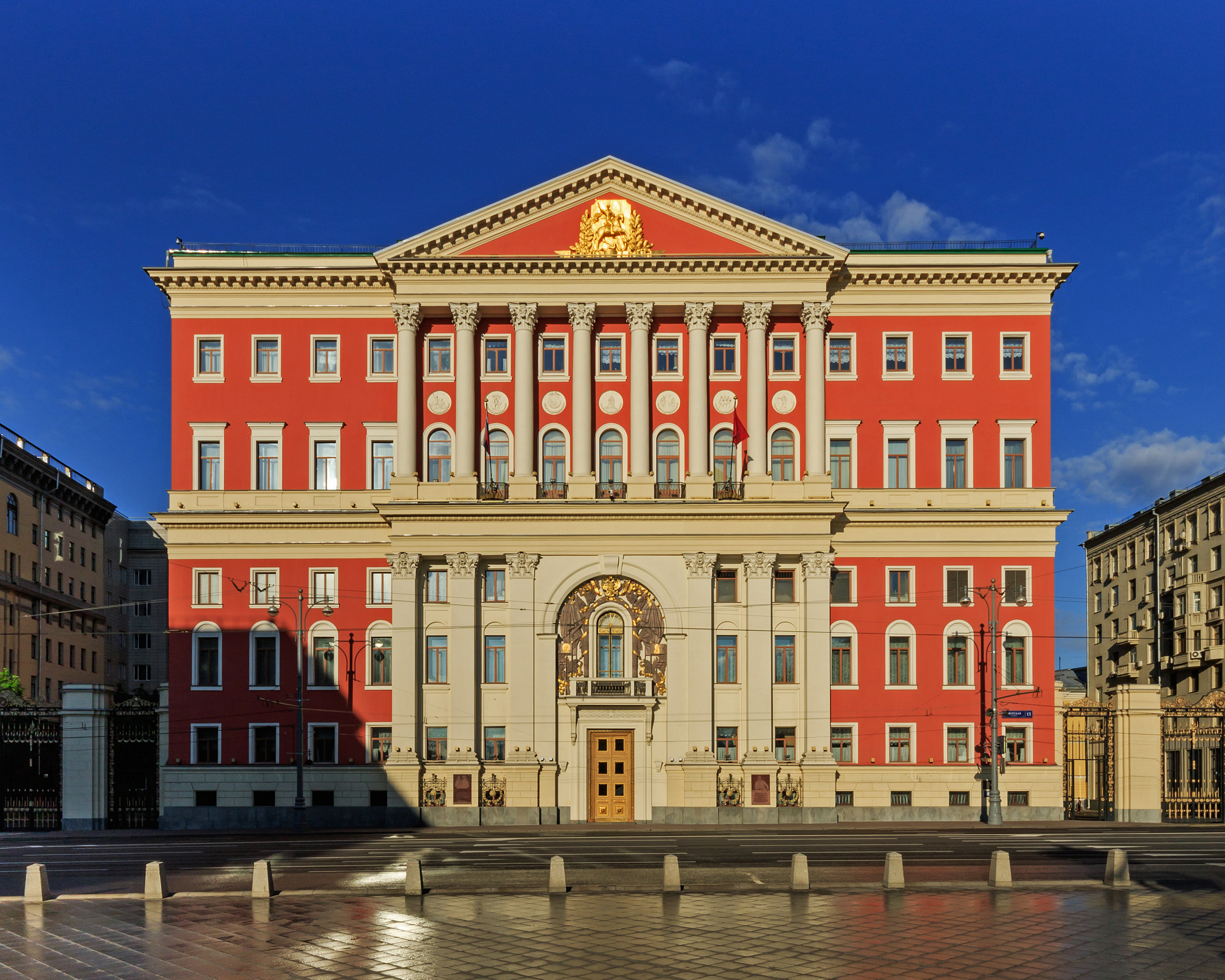
Реконструированное здание Моссовета на Тверской улице. Автор реконструкции — Д. Н. Чечулин
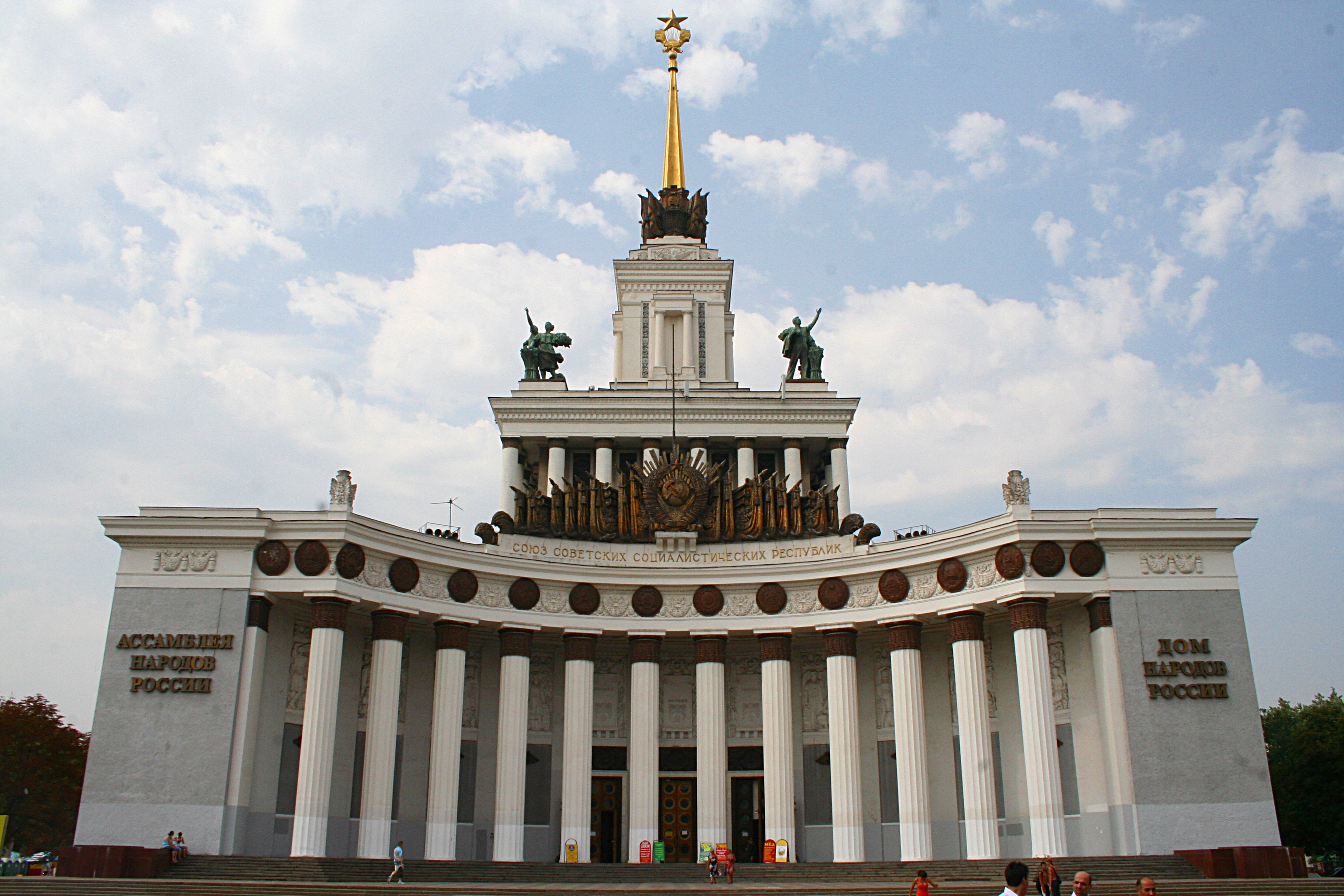
Главный павильон ВСХВ
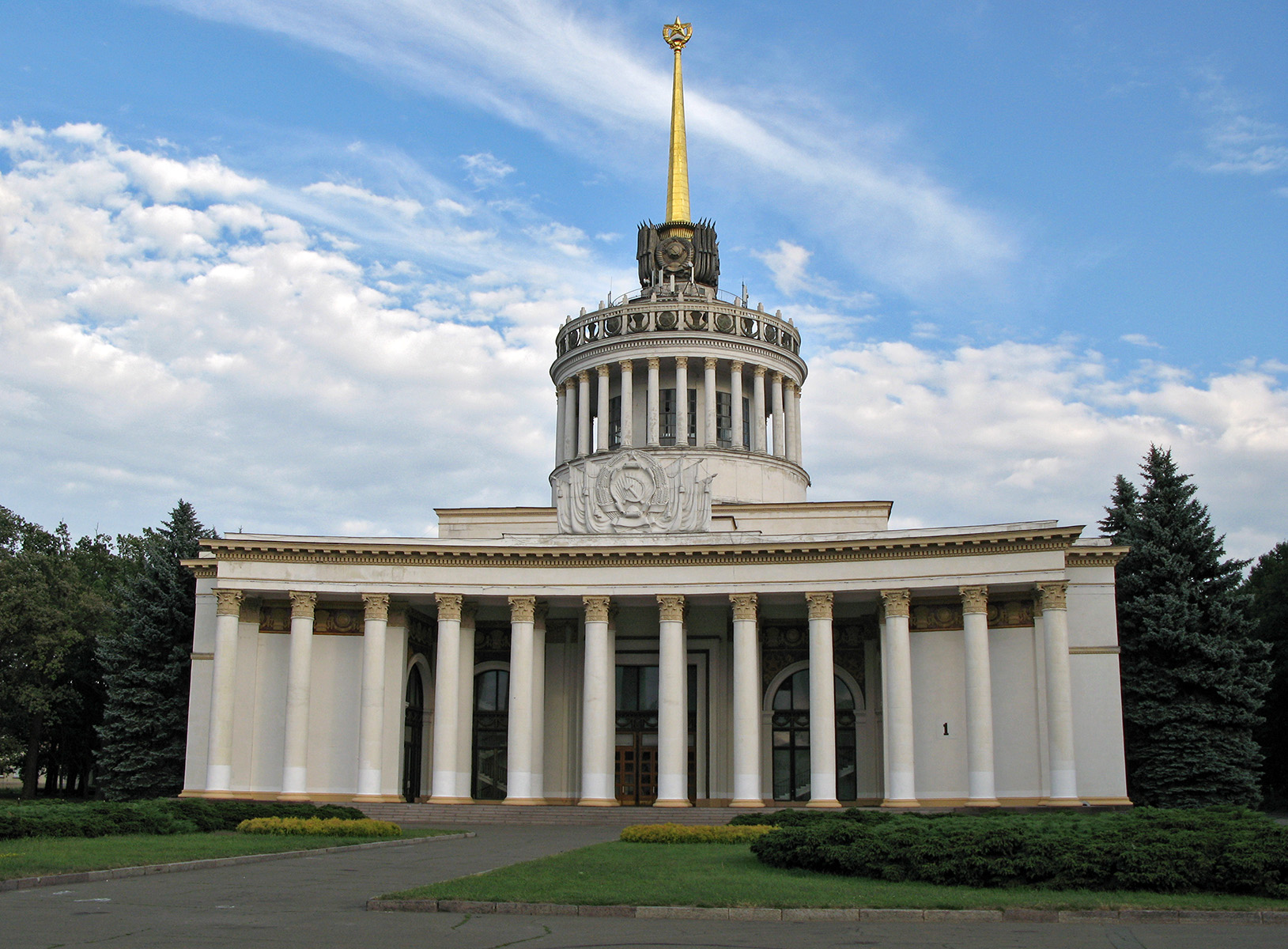
Главный павильон ВДНХ Украины
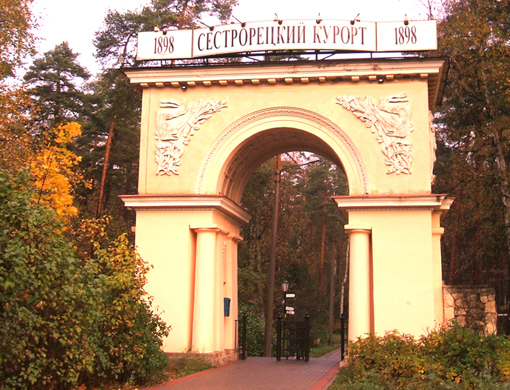
Арка Сестрорецкого курорта,  архитектор В. Д. Кирхоглани
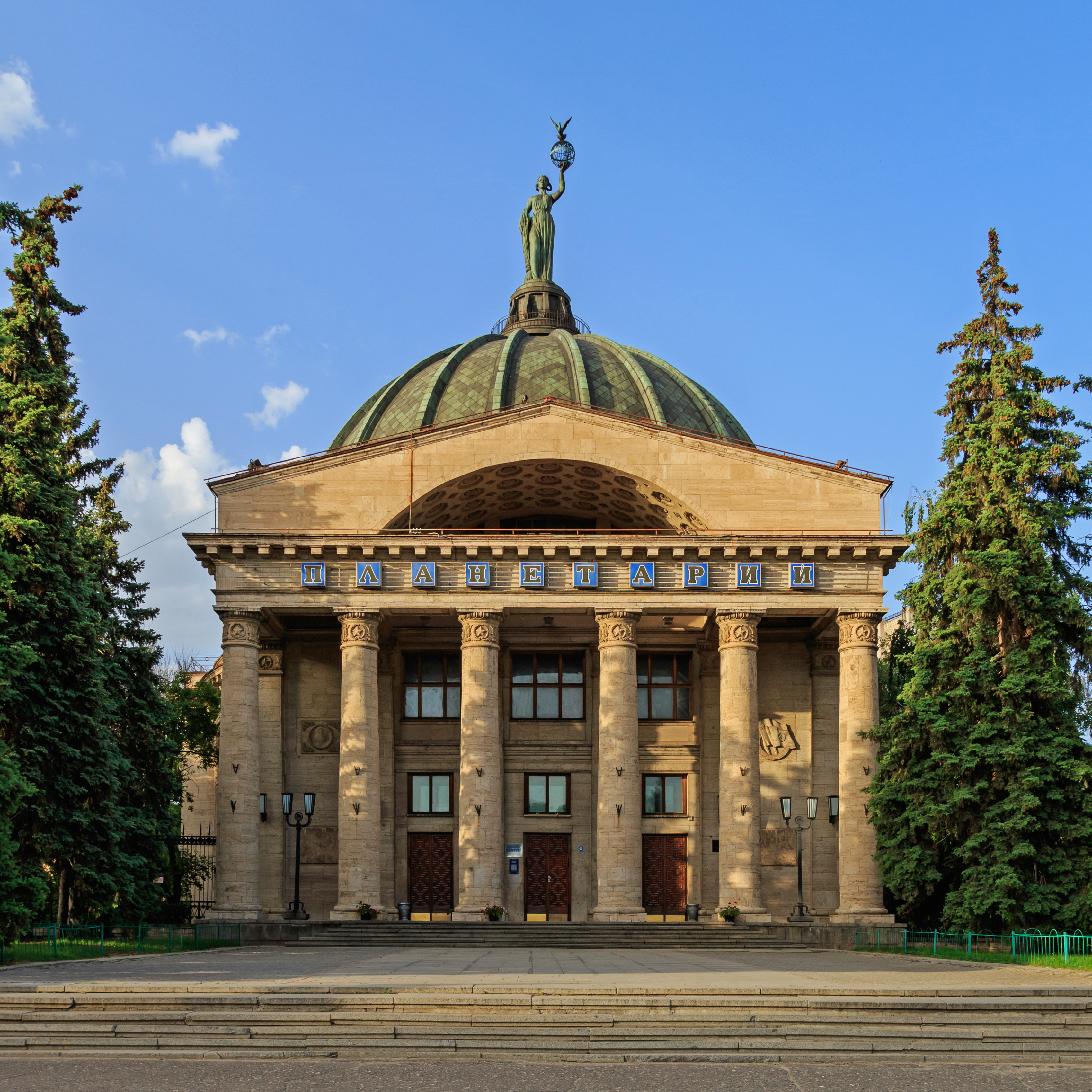
Волгоградский планетарий (1954), архитектор В. Н. Симбирцев,
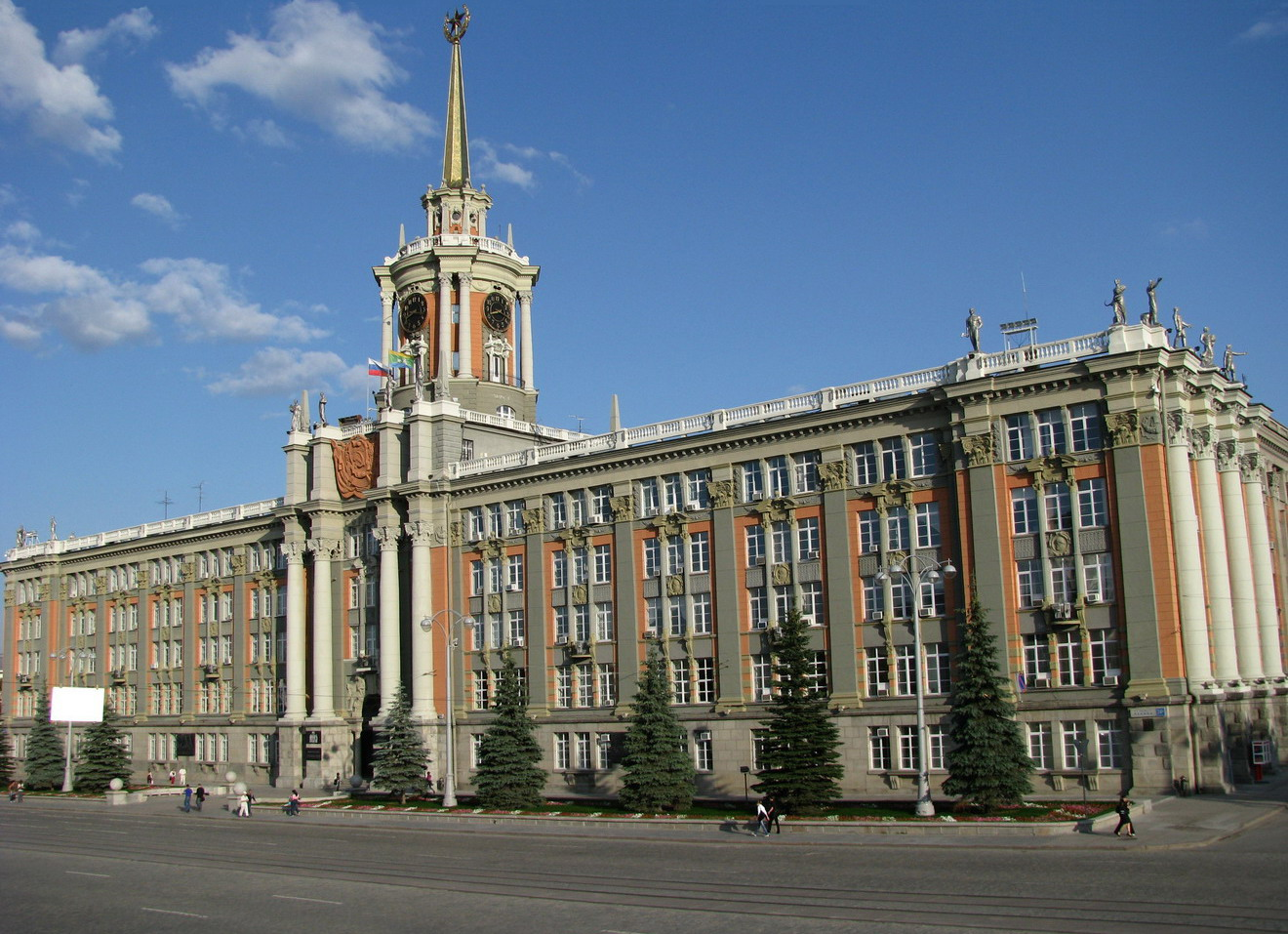
Свердловский горсовет (1947—1954), архитекторы Г. А. Голубев, М. В. Рейшер
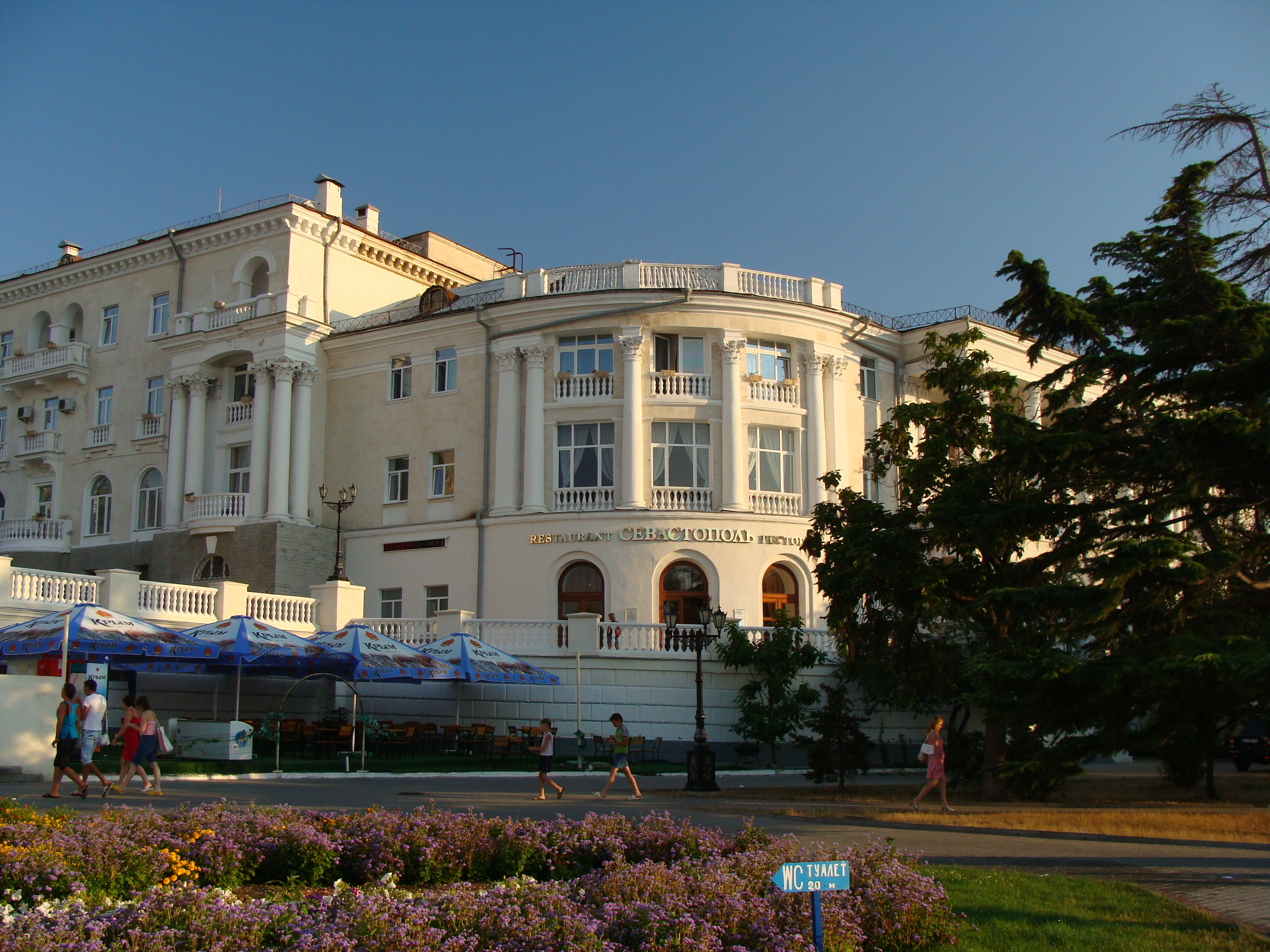
Гостиница «Севастополь» в Севастополе (1950—1959), архитектор Ю. А. Траутман

### Эклектика и постройки в других стилях
Сталинская архитектура, будучи интернациональным направлением в искусстве, в архитектуре выражалась не только в использовании уже существующих архитектурных форм, но и в создании новых, соответствующих каждому национальному направлению республик и областей. Наиболее ярко это движение было выражено в элементах декоративного оформления высотных зданий, станций метрополитена, в республиканских и областных центрах и т. д. Самым главным примером подобного подхода стал ансамбль Всесоюзной сельскохозяйственной выставки, реконструированный в 1950—1954-х гг. Будучи решённым в общем стиле ар-деко, каждый павильон выставки представлял собой выражение каждого региона или отрасли, что давало архитекторам серьёзную задачу работы в нескольких архитектурных стилях одновременно. Особенно яркими работами стали павильоны по проекту Жукова, Полупанова, Кликса, Ревякина, Ашастина, Ефимова и др. авторов.
К числу лучших примеров в довоенной архитектуре СССР относятся: Театра оперы и балета в Ташкенте, здания Верховного совета и ИМЭЛа в Тбилиси, застройка центральных площадей в Ереване, административные и гражданские сооружения в Баку и в др. городах.

Здание Национальной библиотеки им. М. Ф. Ахундова в Баку. Архитектор Микаил Усейнов
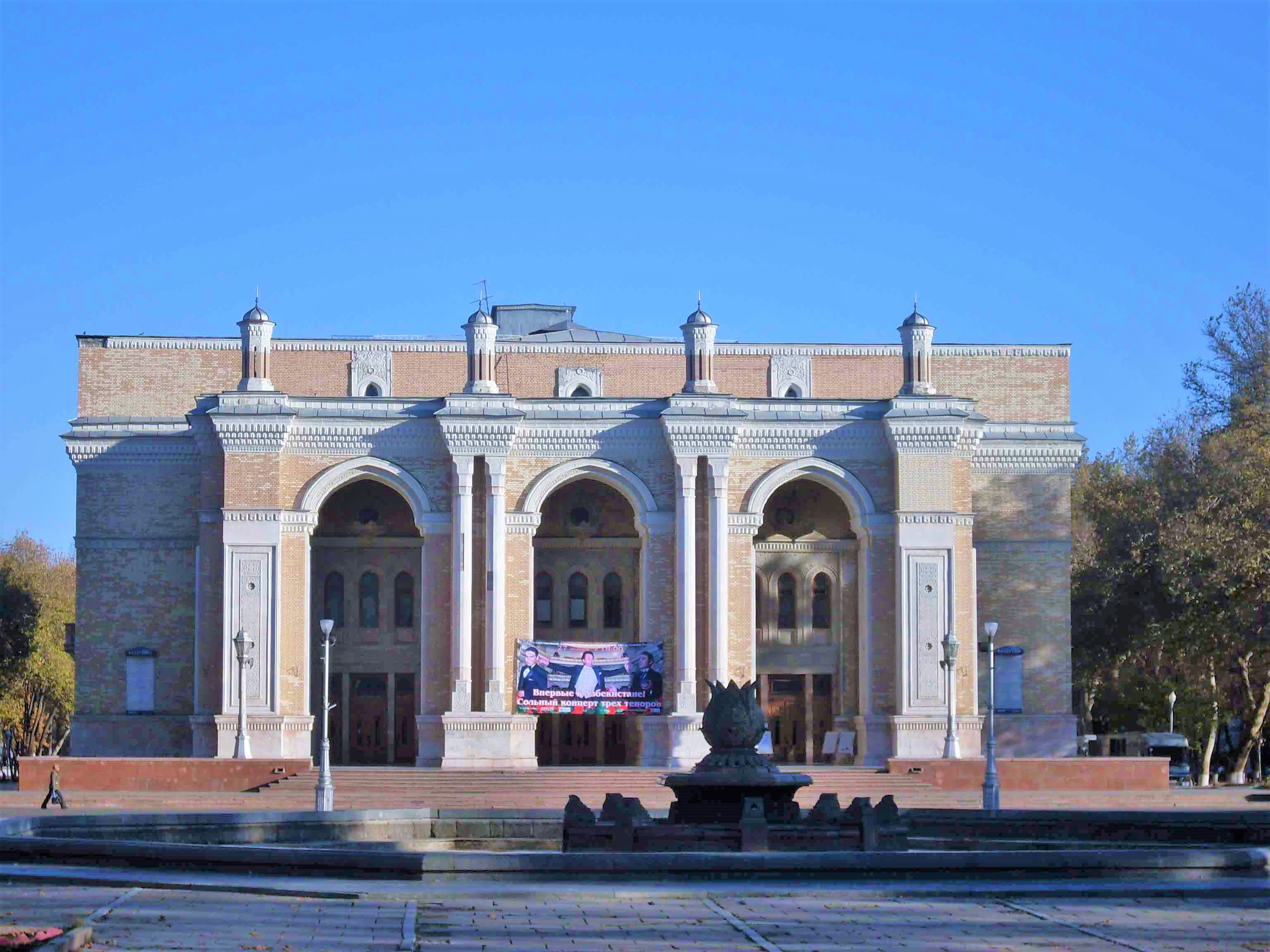
Большой театр имени Алишера Навои в Ташкенте
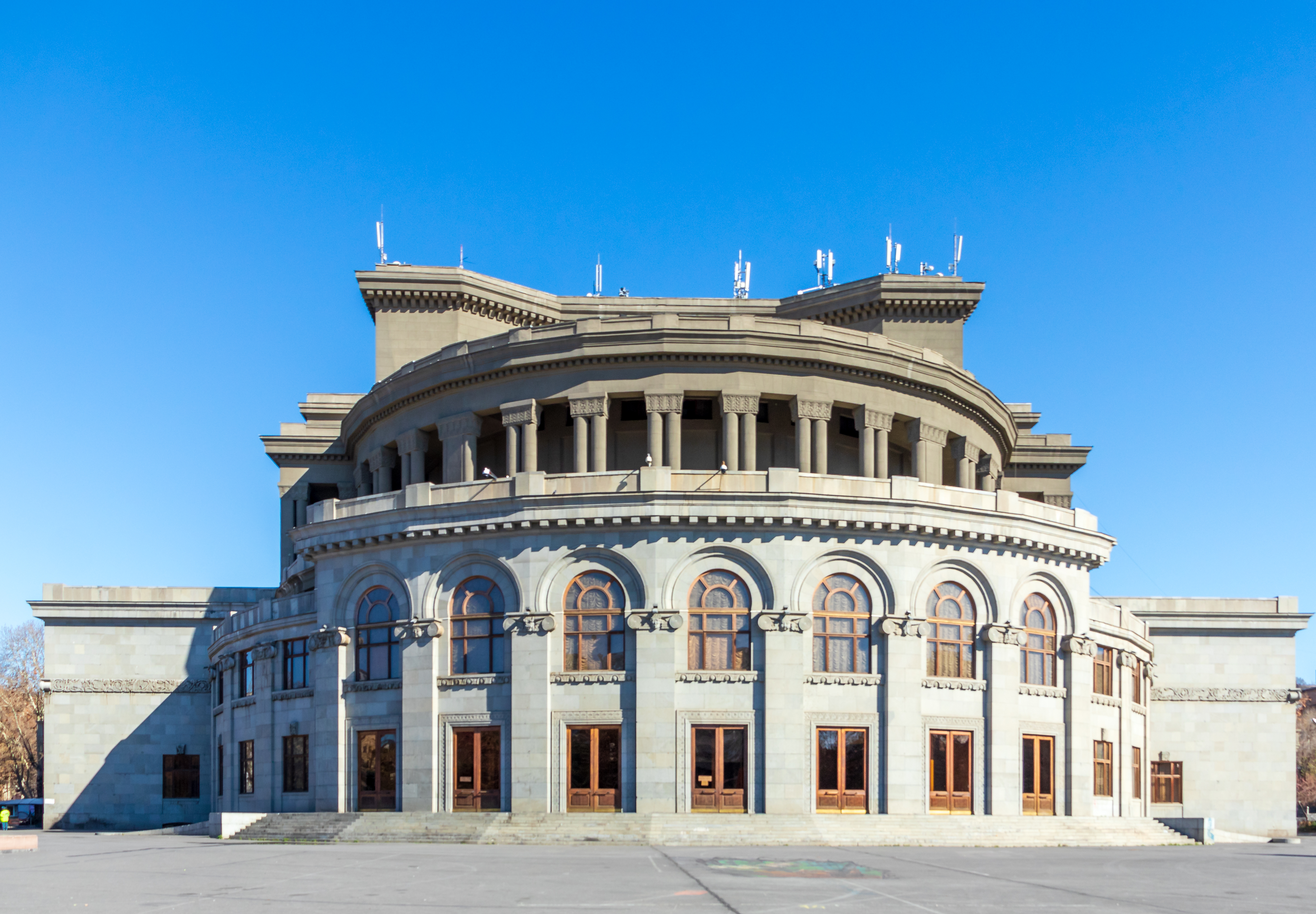
Национальный академический театр оперы и балета имени Александра Спендиарова в Ереване. Архитектор: Александр Таманян
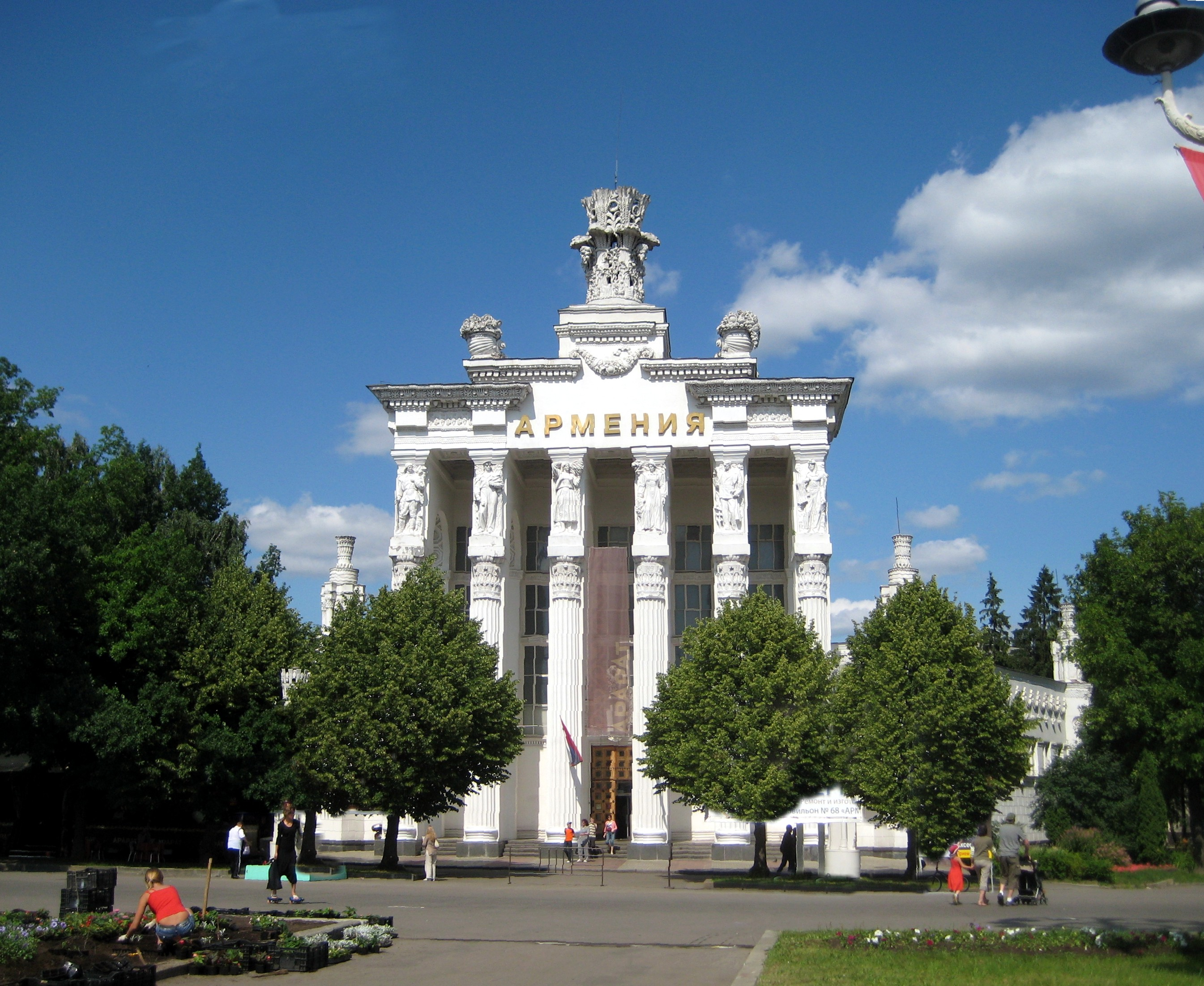
Павильон «Армения» на ВСХВ

## Сталинская архитектура в городах России
- В Москве — «сталинские высотки» (здания МГУ, МИД и Министерства транспорта, жилые дома на Котельнической набережной и Кудринской площади, гостиницы «Ленинградская» и «Украина»), Архитектурные сооружения ВДНХ. Ансамбли Тверской улицы, Кутузовского, Ленинского, Ленинградского проспектов, проспекта Мира, Краснопрудной[33][34], Русаковской, Щербаковской и других улиц, Лубянской, Суворовской и других площадей Садового кольца. Архитектура канала имени Москвы. Архитектура станций Московского метрополитена второй — пятой очередей.
- В Санкт-Петербурге (Ленинграде) — Дом Советов, ансамбли Московского проспекта, проспекта Энгельса, проспекта Стачек, Ивановской улицы, квартал в районе Наличной улицы и Большого проспекта Васильевского острова, площади Калинина, Светлановская, Комсомольская, Заневская; станции первой очереди Кировско-Выборгской линии Петербургского метрополитена, ансамбль привокзальной площади Колпино, вокзал в Пушкине. В Санкт-Петербурге сталинская архитектура характеризуется меньшей этажностью, нежели в Москве. Среди самых высоких домов, выполненных в этом стиле, — дом 190 по Московскому проспекту (дом со шпилем) у метро «Парк победы» и дома 46, 44 по ул. Кузнецовской. В петербургских домах высота редко превосходит 12 этажей, основной массив застройки — 5-8-этажные здания. Конструктивно здания представляют собой кирпичные, как правило, прямоугольные в плане строения с заглубленным на 1,5-2 метра фундаментом и эксплуатируемым подвалом, материал стен — кирпич или шлакоблок, оштукатуренный снаружи по стальной сетке. Материал перекрытий в домах довоенной постройки — деревянные пропитанные балки, после войны — бетонные балки с желобами. Внутри стены и перекрытия оштукатуривались по деревянной дранке, на пол, как правило, укладывалась керамическая плитка и паркет по лагам, в жилых помещениях применялась листовая сухая штукатурка и фанера, полости обычно засыпались шлаком. Дома в основном имеют металлическую двускатную или шатровую кровлю по деревянной стропильной системе с высотой чердака от метра до трех в коньке. Чердачные помещения, как правило, засыпались шлаком в целях теплоизоляции. Лестничные марши сборные; по стальным или бетонным направляющим укладывались бетонные ступени. В большинстве домов выше трех этажей предусмотрены лифты. Дверные и оконные заполнения, как правило, деревянные двустворчатые.
- В Сочи — ансамбль проспекта Сталина (ныне Курортного), гостиница Приморская, Дача Сталина в Мацесте, здания Зимнего и Летнего театра, Сочинский художественный музей, здание морского и железнодорожного вокзалов.
- В Нижнем Новгороде (Горьком) — Дом связи, Центральный универмаг. Ансамбли площадей: Горького, Железнодорожников и Революции. Ансамбль Соцгорода Горьковского автозавода. Проспекты: Кирова и Октября.
- В Волгограде (Сталинграде) — Аллея Героев, ансамбль набережной, площади Павших борцов, проспект Ленина, ансамбль по улице Рабоче-Крестьянская, дома 31, 33, 35, 37 и 39, ансамбль улицы Мира, ансамбль улицы Советской, театр Драмы, педагогический университет, планетарий, железнодорожный вокзал, Волго-Донской судоходный канал.

## Международное влияние
После окончания Второй мировой войны сталинская архитектура, достигшая своей зрелости и широко распространившаяся по городам СССР, оказала влияние на архитектуру социалистических стран Восточной Европы, а также Китая, Монголии и КНДР. Известный пример такого влияния — Дворец культуры и науки в Варшаве (построено по советскому проекту).
В отличие от СССР, в Китае, КНДР и Румынии строительство зданий в духе сталинской архитектуры продолжалось ещё многие десятилетия после смерти Сталина.

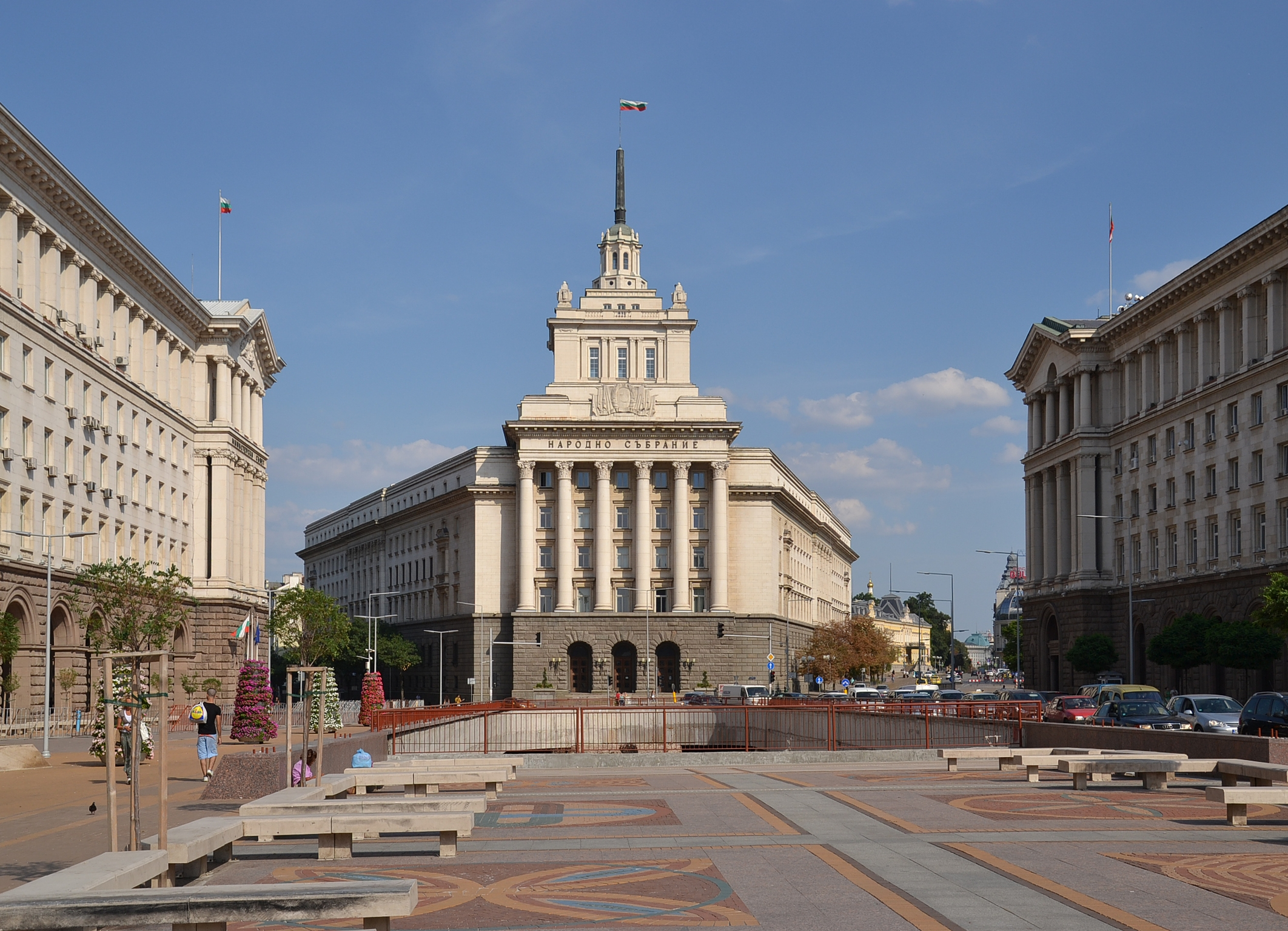
Архитектурный ансамбль «Ларго», в центре — Партийный дом (София, 1954)
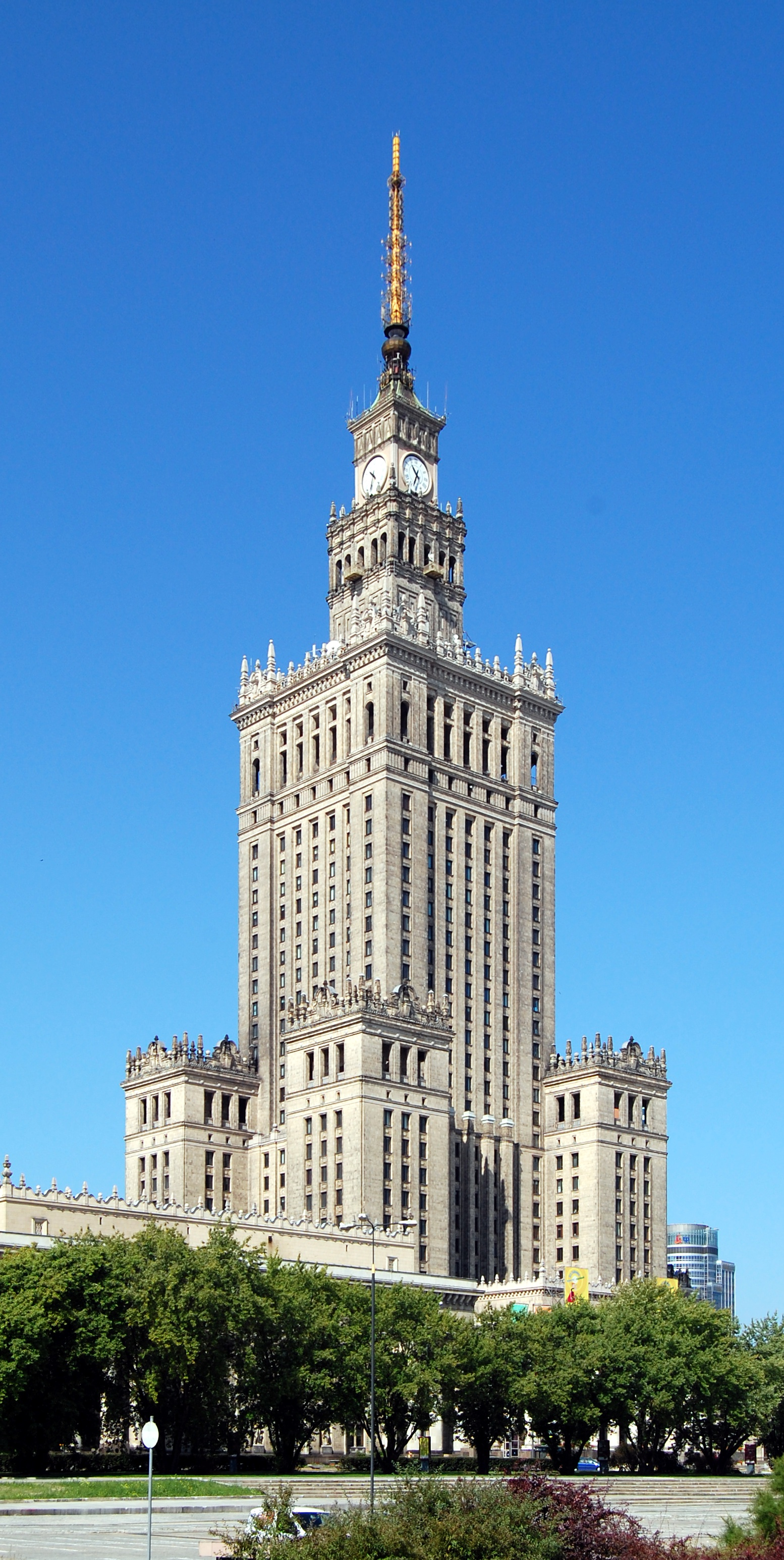
Дворец культуры и науки (Варшава, 1952—1955), арх. Л. В. Руднев
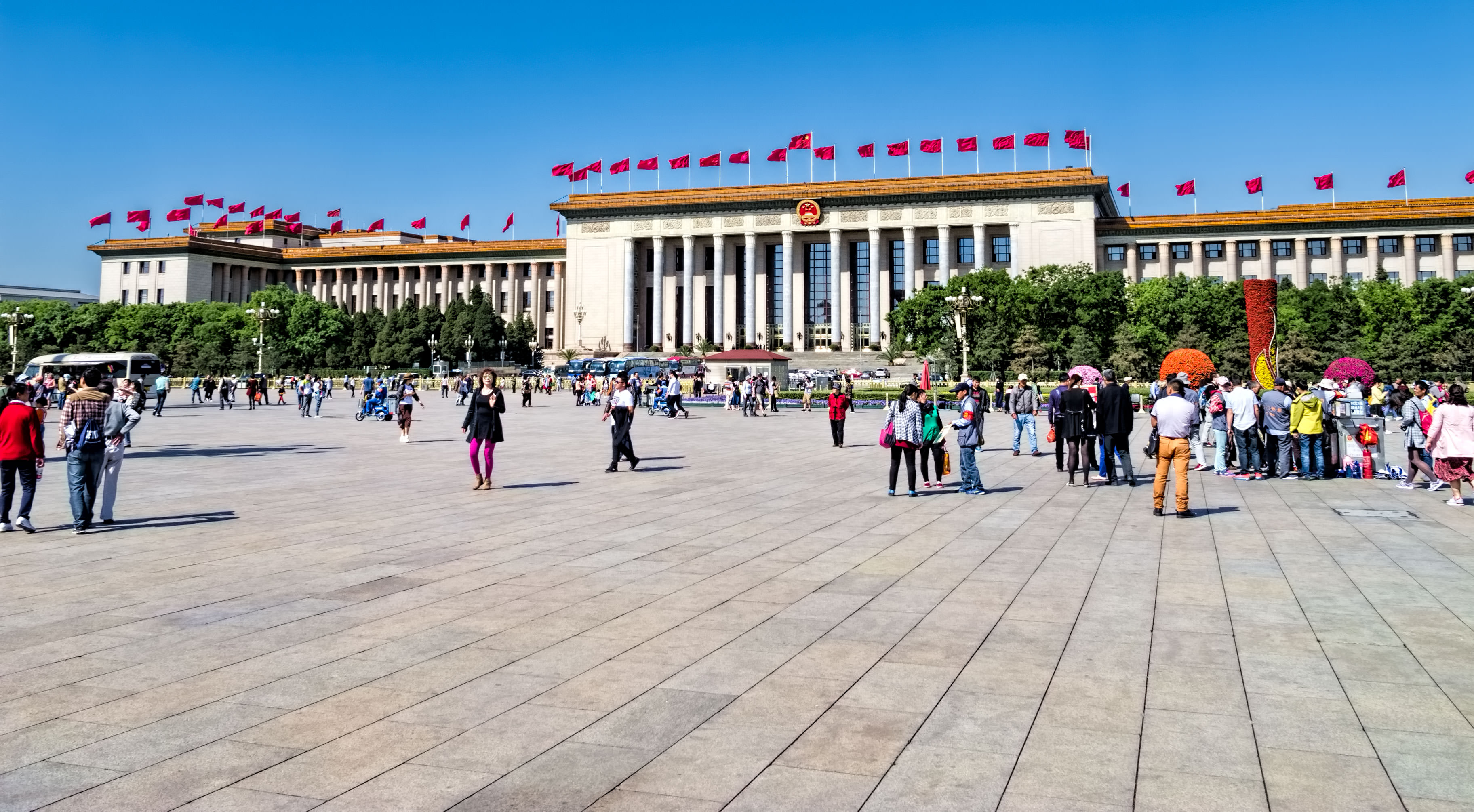
Дом народных собраний (Пекин, 1959)
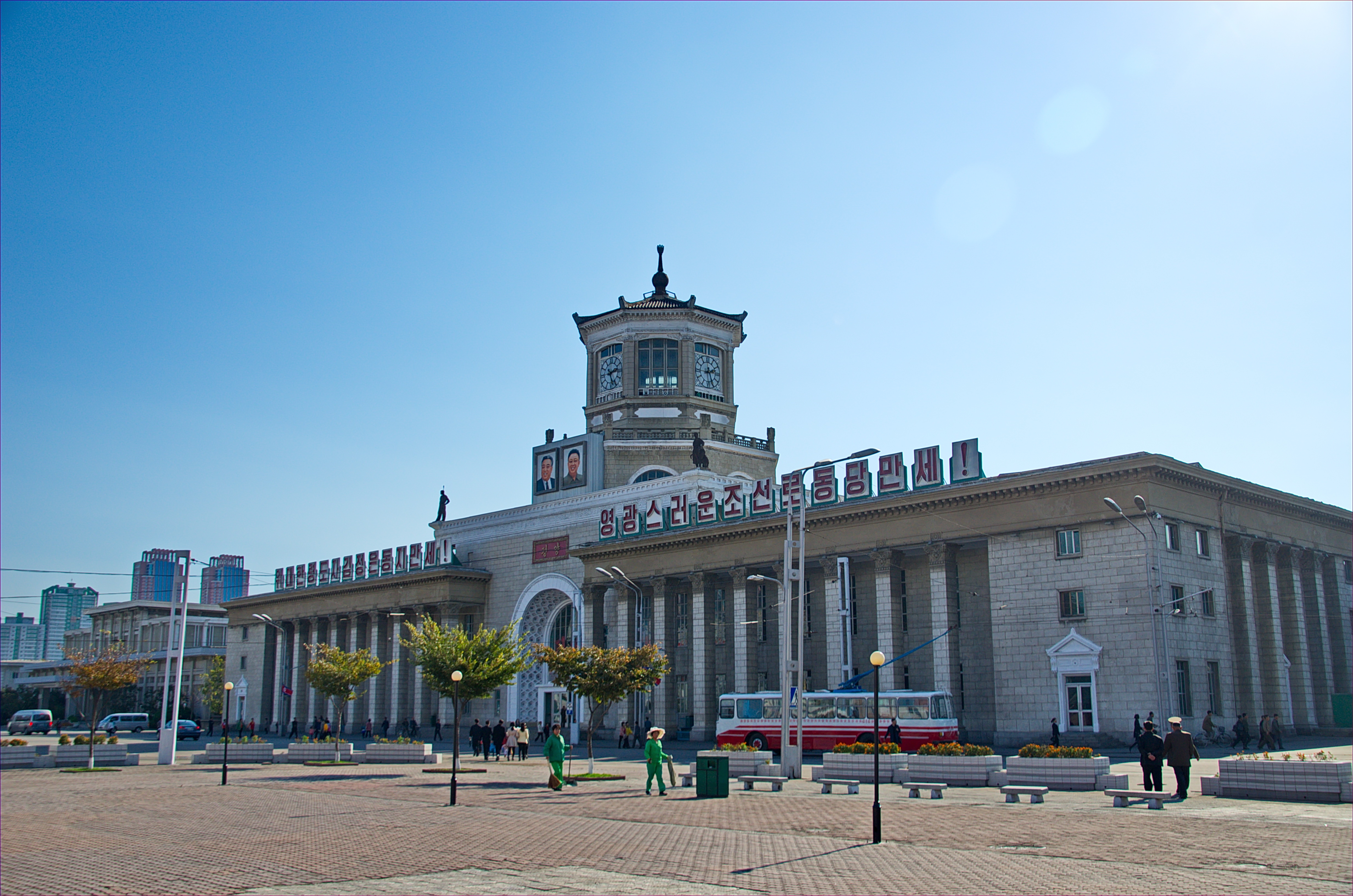
Пхеньянский вокзал (1953)
Дворец Парламента (Бухарест, 1984—1989)

- В Берлине — Мемориальный комплекс в Трептов-парке, Карл-Маркс-аллее (бывшая аллея Сталина), здание посольства РФ на ул. Унтер-ден-Линден, 63.
- В Бухаресте — Дом свободной прессы, Дворец Парламента.
- В Варшаве — Дворец науки и культуры, район улицы Маршалковской.
- В Пхеньяне — Пхеньянский вокзал.
- В Софии — Партийный дом, Президентский дворец, здание Совета министров.
- В Улан-Баторе — Дворец правительства, здание Министерства иностранных дел Монголии, вокзал
- В Хельсинки — советское посольство
- В Шанхае — Шанхайский выставочный центр

## Известные архитекторы — представители стиля
- Алабян, Каро Семёнович
- Гельфрейх, Владимир Георгиевич
- Голубев, Александр Николаевич
- Гольц, Георгий Павлович
- Душкин, Алексей Николаевич
- Жежерин, Борис Петрович
- Жолтовский, Иван Владиславович
- Иофан, Борис Михайлович
- Кочар, Геворг Барсегович
- Лангбард, Иосиф Григорьевич
- Мезенцев, Борис Сергеевич
- Мержанов, Мирон Иванович
- Минкус, Михаил Адольфович
- Мотылёв, Михаил Иванович
- Поляков, Леонид Михайлович
- Посохин, Михаил Васильевич
- Руднев, Лев Владимирович
- Рухлядев, Алексей Михайлович
- Симбирцев, Василий Николаевич
- Троцкий, Ной Абрамович
- Федоровский, Фёдор Фёдорович
- Фомин, Иван Александрович
- Чечулин, Дмитрий Николаевич
- Шепилевский, Модест Анатольевич
- Щуко, Владимир Алексеевич
- Щуко, Георгий Владимирович
- Щусев, Алексей Викторович
- Улинич, Борис Яковлевич